# Match de football Argentine - Angleterre (1986)
Vous lisez un « article de qualité » labellisé en 2021.
Le match de football Argentine - Angleterre du 22 juin 1986 est un quart de finale de la Coupe du monde de football 1986 au Mexique. Joué au stade Azteca de Mexico, il oppose l'Argentine à l'Angleterre.
Ce match se tient quatre ans après la guerre des Malouines livrée entre l'Argentine et le Royaume-Uni et s'inscrit dans une rivalité footballistique entre les deux sélections qui a commencé vingt ans plus tôt lors de la Coupe du monde 1966 en Angleterre.
Pendant cette rencontre, Diego Maradona inscrit deux des plus célèbres buts de l'histoire de la Coupe du monde de football. Le premier — connu comme la « Main de Dieu » — est marqué à la 51e minute de sa main gauche, et donc validé à tort par l'arbitre, et le second — qui sera élu But du siècle — est inscrit quatre minutes plus tard après avoir traversé toute la moitié de terrain adverse en dribblant cinq joueurs anglais : Peter Beardsley, Peter Reid, Terry Butcher (à deux reprises), Terry Fenwick et le gardien Peter Shilton. L'Anglais Gary Lineker réduit la marque de la tête à la 81e minute, et le score restera de 2 buts à 1 pour l'Argentine, qui se qualifie pour les demi-finales.
Par la suite, l'Argentine remporte également la demi-finale contre la Belgique sur le score de 2 buts à 0, sur deux nouveaux buts de Maradona, avant de devenir championne du monde en battant l'équipe d'Allemagne de l'Ouest sur le score de 3 buts à 2. À la fin de la compétition, Diego Maradona reçoit le ballon d'or du meilleur joueur du Mondial, tandis que Gary Lineker reçoit la Bota de Oro (soulier d'or) pour avoir été le meilleur buteur du Mondial.
Cette rencontre est considérée comme un match de légende de la Coupe du monde pour son contexte, sa dramaturgie et pour la consécration d'un joueur, Maradona, comme l'un des meilleurs joueurs de l'histoire.

## Contexte historique

### Rivalité footballistique

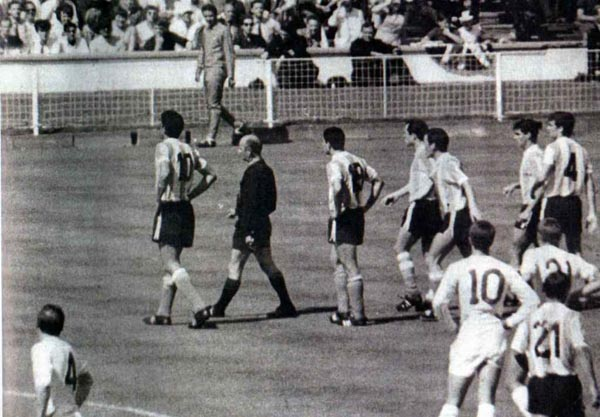
Antonio Rattín est expulsé par l'arbitre Rudolf Kreitlein lors de la rencontre entre les deux pays en 1966.

La première rencontre entre les deux équipes a lieu en 1951 : l'Angleterre bat l'Argentine 2 buts à 1 au Stade de Wembley à Londres. Elles disputent ensuite deux matches à Buenos Aires : une victoire 3-1 puis un match nul 0-0. Les Anglais ne considèrent cependant pas la victoire de l'Argentine comme un match officiel, y ayant envoyé une équipe B ; ce match n'apparaît effectivement pas dans les matchs officiels reconnus par la FIFA. Cela n'aurait cependant pas empêché le président argentin Juan Perón de déclarer « Nous avons nationalisé les chemins de fer, et maintenant nous avons nationalisé le football ! ».
Le début de la véritable rivalité sportive entre les deux pays remonte à la Coupe du monde de 1966, lors du match de quart de finale disputé au stade de Wembley,. Dans un match agressif, avec 19 fautes commises par les Argentins et 33 par les Anglais, le capitaine argentin Antonio Rattín est exclu à la 35e minute de jeu après s'être disputé avec l'arbitre, l'Allemand Rudolf Kreitlein. Selon l'Argentin, il avait simplement demandé un interprète afin de communiquer avec l'arbitre, puisqu'il ne parlait pas allemand ni anglais et que l'arbitre ne parlait pas espagnol,. Selon Kreitlein, bien que ne parlant pas la langue, le regard de Rattín était suffisant pour comprendre le contexte. Le joueur, estimant que l'arbitre allemand qui dirige le match n'est pas impartial, refuse de quitter le terrain et maintient les protestations et l'échange d'insultes avec le public pendant dix minutes. Cela conduit l'entraîneur anglais Alf Ramsey à qualifier les Argentins d'« animaux », commentaires qui s'inscrivent dans le racisme classique des Britanniques, selon les Sud-Américains,.
Lors de la Coupe du monde 1978 en Argentine, la mascotte de la compétition, Gauchito, pose en mettant le pied sur un lion britannique, alors que les Anglais ne sont pas qualifiés pour la compétition.
Malgré la popularité d'Osvaldo Ardiles et de Ricardo Villa, des Argentins qui ont joué avec Tottenham Hotspur en Angleterre à une époque où il n'était pas courant que les clubs aient des joueurs non britanniques, la rivalité est restée forte.

### Guerre des Malouines

#### Le conflit

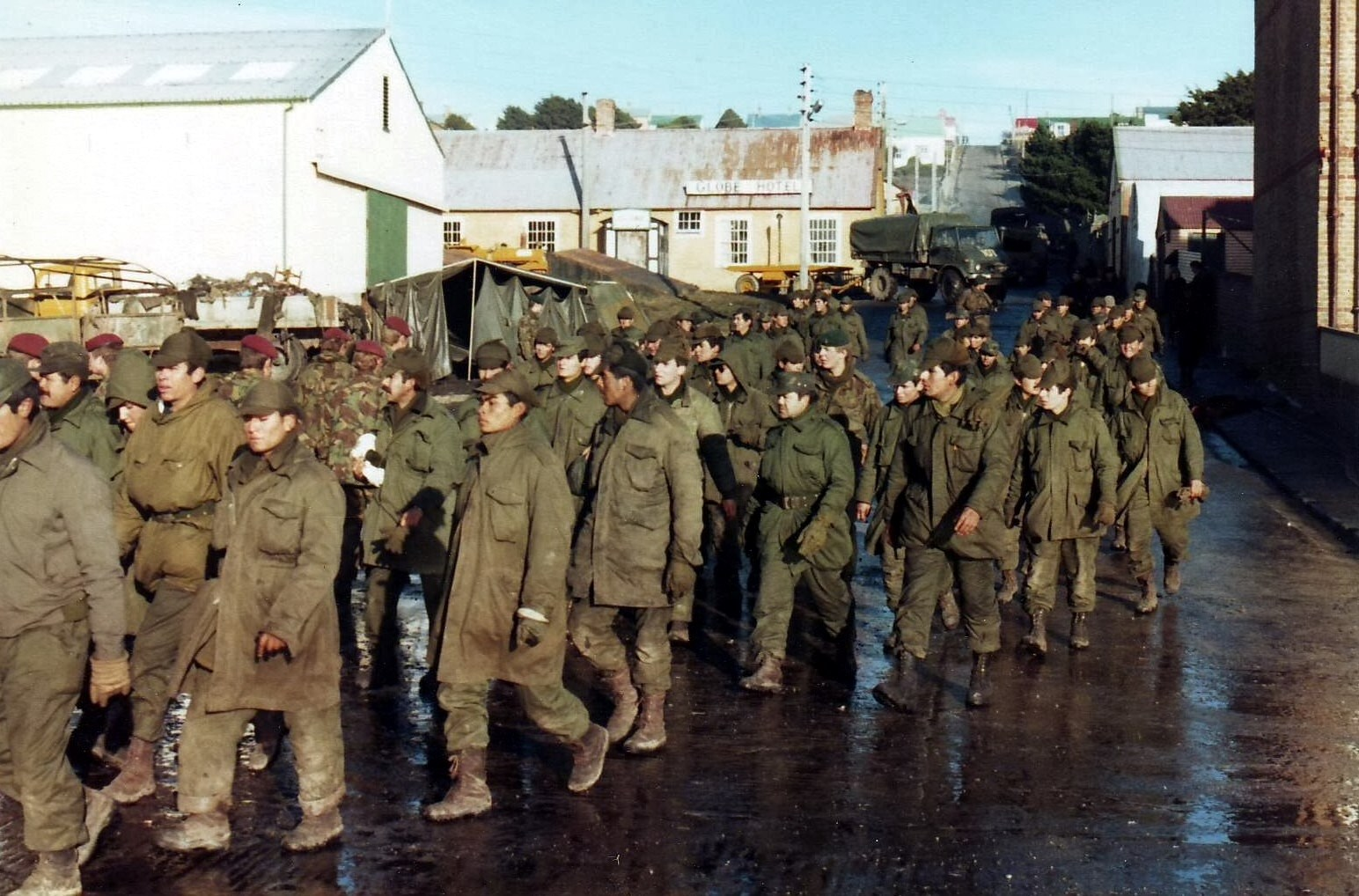
Prisonniers de guerre argentins après la reddition.

La guerre des Malouines est une guerre entre l'Argentine et le Royaume-Uni qui s'est déroulée dans les îles Malouines, de Géorgie du Sud et Sandwich du Sud, des territoires qui sont toujours considérés comme étant en litige. Le régime dictatorial de Videla utilise la Coupe du monde 1978, organisée en Argentine, pour exacerber le nationalisme argentin. Un nationalisme dont il va se servir pour justifier sa volonté de récupérer les Malouines,. La guerre a commencé le 2 avril 1982, lorsque des troupes des forces armées argentines ont débarqué sur les îles Malouines et les ont occupées dans l'intention de revendiquer la souveraineté, et s'est terminée 74 jours plus tard, le 14 juin, à la suite de la reddition de l'Argentine. Bien que les deux pays n'aient pas été officiellement en guerre, le conflit a coûté la vie à 649 soldats argentins, 255 britanniques et 3 civils vivant sur l'île, et a interrompu les relations diplomatiques entre les deux nations pendant huit ans — malgré le retour à la démocratie qu'a marqué l'éléction de Raúl Alfonsín à la présidence argentine en 1983 —, pour les rétablir en 1990 avec le traité de Madrid, sans qu'aucun d'entre eux ne renonce à sa souveraineté.

#### La «classe 62»
Les rangs des forces armées argentines n'étaient pas uniquement composés de soldats de métier, puisque plus de la moitié des troupes envoyées étaient des conscrits,. La grande majorité d'entre eux sont nés entre 1961 et 1962, et l'équipe de football argentine comptait cinq joueurs appartenant à la « classe 62 » qui, bien qu'ils soient de la même génération, n'ont pas participé à la guerre pour différentes raisons,. Sergio Batista et Héctor Enrique n'ont pas fait leur service militaire parce qu'ils n'ont pas été sélectionnés par tirage au sort,. Néstor Clausen jouait déjà en première division argentine pour le Club Atlético Independiente au début des années 1980, et la pression exercée par le club lui a permis de ne pas être contraint de le faire. Jorge Burruchaga et Carlos Tapia, en revanche, ont fait leur service militaire, mais n'ont pas été envoyés au combat,. Burruchaga, qui était « atterré », selon ses propres mots, a évoqué la tension qu'il a vécue pendant la guerre : « Tu sais combien de fois j'ai pensé que je pourrais me rendre aux Malouines ? Après la guerre, j'ai continué à aller au régiment pendant trois semaines, jusqu'à ce que nous soyons libérés, et pendant ce temps nous nous sommes demandés avec les autres conscrits : « Vous souvenez-vous d'untel ? — Il est mort. » « Et vous souvenez-vous de l'autre ? — Lui aussi est mort. » »

#### Impact sur les joueurs
L'équipe d'Argentine est déjà marquée par les événements lors de la Coupe du monde 1982, dont le début coïncide presque jour pour jour avec la fin du conflit. En conséquence, le match qui a lieu quatre ans après la guerre est particulièrement chargé d'émotion. Le gardien argentin, Nery Pumpido, annonce : « Battre les Anglais sera une double satisfaction pour ce qui s’est passé aux Malouines » tandis que le journal britannique The Sun titre sur le « débarquement de 5 000 hommes » anglais pour ce déplacement. Après le match, Maradona a déclaré : 

« Bien que nous ayons dit avant le match que le football n'avait rien à voir avec la guerre des Malouines, nous savions qu'ils avaient tué beaucoup de jeunes argentins là-bas, les tuant comme de petits oiseaux. Et c'était une vengeance,. »

Alors que Burruchaga relativisait l'impact du conflit sur ce match et rejetait l'idée de vengeance et que le sélectionneur Bilardo avait demandé aux joueurs d'oublier la politique pour ne défendre que le maillot, l'Anglais Terry Fenwick a expliqué que le conflit était très présent et que le match était « extrêmement sensible ».

« Pour les joueurs, il était très difficile de s'en abstraire. Avant le match, le ministre des Sports de Grande-Bretagne s'était réuni avec nous et nous a dit qu'il ne serait pas très intelligent de notre part de nous impliquer ou de faire des déclarations politiques. Il fallait faire la sourde oreille. »

### Diego Maradona

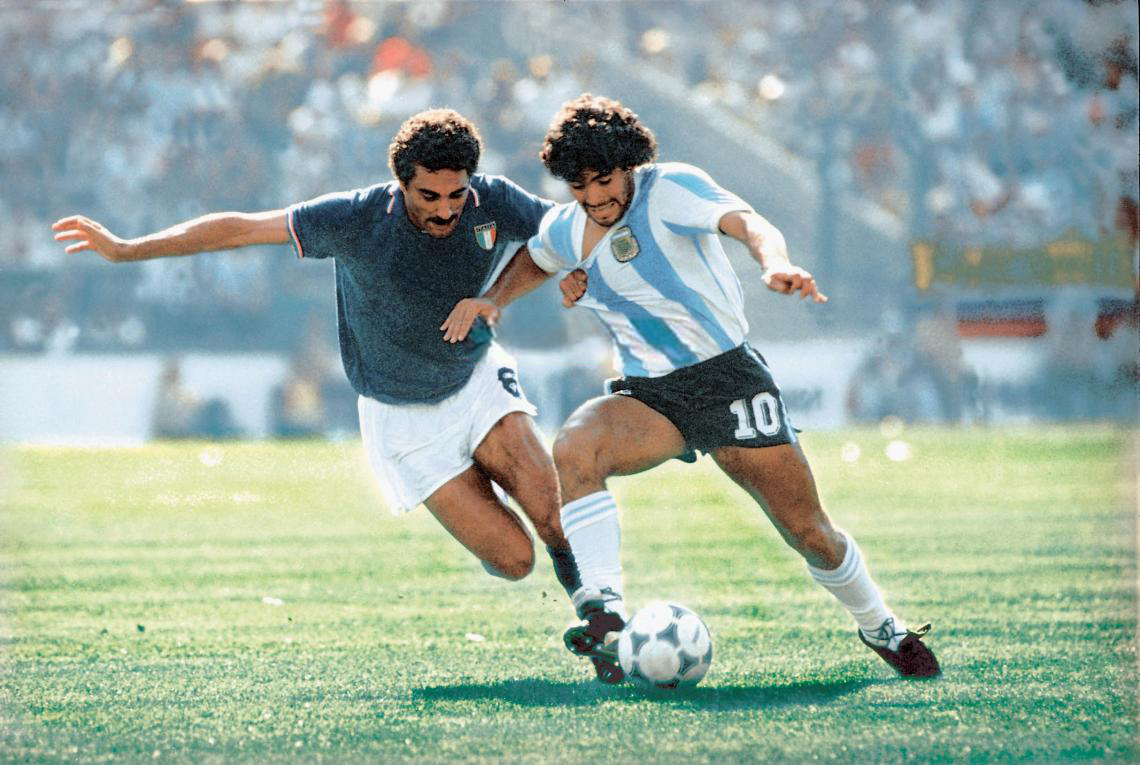
Diego Maradona lors de la Coupe du monde 1982 face à l'Italie de Claudio Gentile.

Déjà repéré très jeune,,, Diego Maradona se fait connaître au sein de son premier club, Argentinos juniors, avec qui il joue son premier match professionnel à l'âge de 15 ans et avec lequel il marque un nombre de buts exceptionnel,,. Frustré de ne pas avoir été sélectionné pour la Coupe du monde 1978, il devient néanmoins champion du monde des moins de 20 ans en 1979 en marquant le but de la victoire en finale. Il rejoint ensuite Boca Juniors en 1981 et remporte son seul titre de champion d'Argentine. Il passe deux ans au FC Barcelone, en Espagne, avec qui il est désigné meilleur joueur du championnat dès sa première année et remporte les deux coupes domestiques en 1983. Il laisse cependant une réputation sulfureuse avant d'être transféré pour un montant record de 6,9 millions de livres sterling au SSC Naples,,. Accueilli avec les honneurs dans un Stade San Paolo presque plein, il a un grand impact avec le club napolitain, qui semble lui correspondre parfaitement, même si c'est après la Coupe du monde qu'il marquera vraiment le club,,.
En 1986, Maradona a 25 ans, il est dans sa meilleure forme et aborde le Mondial avec un esprit revanchard,. En effet, il n'avait pas été retenu par le sélectionneur César Luis Menotti dans le groupe champion du monde en 1978, pensant qu'il ne supporterait pas la pression et le jugeant immature. De plus, il avait subi une grande désillusion lors de l'édition suivante : l'Argentine, pourtant favorite, avait été battue successivement par l'Italie et le Brésil lors du second tour de la phase finale, tandis que Maradona, déjà diminué par une préparation physique « désastreuse », avait été la cible de nombreux coups de la part des Italiens,.

## Coupe du monde 1986

Logo de la Coupe du monde 1986 au Mexique.

La Coupe du monde de football 1986, treizième édition de la Coupe du monde de football, se tient au Mexique du 31 mai au 29 juin 1986.
L'organisation avait initialement été confiée en 1978 à la Colombie qui dut se désister en 1982 pour raisons économiques,. L'épreuve fut alors déplacée au Mexique malgré les candidatures des États-Unis et du Canada et le fait que le Mexique avait déjà accueilli l'épreuve seize ans auparavant, en 1970 : le pays fut élu à l'unanimité pour maintenir la rotation des pays d'accueil entre l'Europe et l'Amérique latine,. Un important tremblement de terre en septembre 1985 sema le doute sur la capacité du Mexique à organiser l'événement. Mais les stades ayant été peu affectés, la préparation s'est faite sans incidents notables,.
1986 étant déclarée année de la paix par les Nations unies, tous les stades portèrent l'emblème de la FIFA avec la légende « Football for peace — Peace Year » (« Football pour la paix — année de la paix »). Il a été décidé qu'à partir de cette édition, la finale ne serait plus rejouée en cas d'égalité à l'issue de la prolongation (règle prévue en 1982 pour la grande finale), mais qu'une séance de tirs au but s'appliquerait.

### Parcours des équipes

#### Argentine

##### Préparation

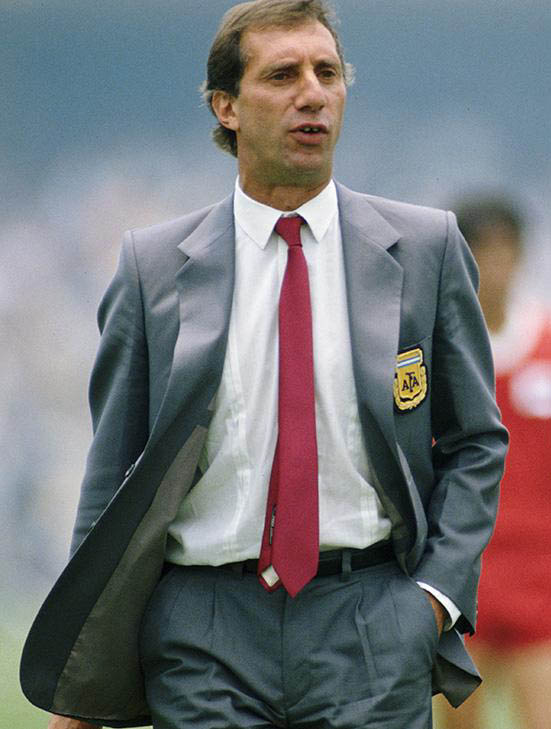
Carlos Bilardo, entraîneur de la sélection argentine.

L'Argentine s'est qualifiée de justesse pour la phase finale de la Coupe du monde en ayant terminé première de son groupe dans les qualifications de la CONMEBOL, après avoir obtenu un match nul 2-2 contre le Pérou quelques minutes avant la fin du match. Le jeu de l'équipe avait été fortement critiqué par la presse, principalement par le quotidien Clarín. Ces critiques avaient été influencées par le conflit entre le sélectionneur alors en fonctions, Carlos Bilardo, et César Luis Menotti, directeur technique jusqu'en 1983 et champion du monde en 1978,,.
Le jeu de l'équipe ne s'était pas amélioré à l'approche de la Coupe du monde, et les critiques ont continué après une tournée de matches en Europe, au cours de laquelle l'Argentine s'est inclinée 2-0 face à la France et a remporté deux victoires peu glorieuses contre Naples (2-1) et les Grasshoppers de Zurich (1-0). Des pressions se sont également exercées pour écarter Bilardo autres que celles des journalistes : Rodolfo O'Reilly, secrétaire d'État aux sports, a critiqué publiquement le jeu de l'équipe à la demande du président Raúl Alfonsín,,. Diego Maradona et plusieurs journalistes ont en revanche soutenu Bilardo,, tout comme le chef de la fédération argentine de football, Julio Grondona. Menotti a déclaré pour défendre O'Reilly :

« L'entraîneur de l'équipe nationale doit représenter le sentiment et le goût du peuple argentin pour le football. Mais si quelqu'un le dit tout haut, comme O'Reilly, les nains mentaux courent à la recherche de fantômes : le coup d'État, le complot. La vérité est très claire : personne n'aime l'équipe nationale. »

L'équipe a quitté Buenos Aires le 24 avril et, après un match amical contre la Norvège, perdu 1-0, puis un autre contre Israël, gagné 7-2, elle est arrivée à Mexico le 5 mai, un peu moins d'un mois avant le début du Mondial, pour commencer à s'habituer à l'altitude et à la chaleur. Quatorze joueurs évoluant en Argentine avaient cependant déjà effectué en janvier un stage à Tilcara, au nord de l'Argentine, pour s'acclimater à des conditions similaires,. La sélection n'a quitté la ville que pour jouer un match amical à Barranquilla, en Colombie, le 15 mai contre Junior, qui s'est soldé par un match nul sans but, pour retourner immédiatement au Mexique.

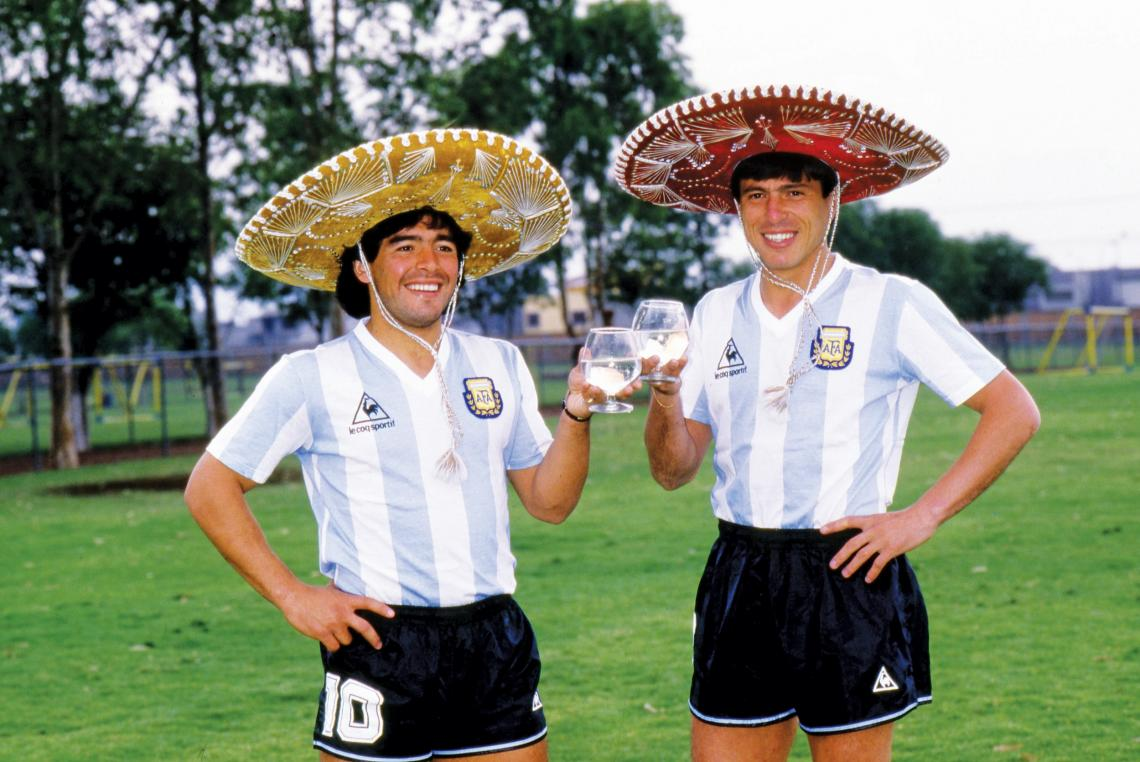
Diego Maradona et Daniel Passarella au Mexique.

La situation du capitaine de l'équipe, Diego Maradona, n'était pas la meilleure : en plus des problèmes physiques qu'il avait au genou droit à la suite d'un coup porté par un fan pendant les qualifications,, il était en conflit avec plusieurs joueurs qui avaient un bon rapport avec Menotti, en particulier avec celui qui avait été le capitaine pendant sa direction technique, Daniel Passarella,,. Tant à Barranquilla qu'au Mexique, l'équipe a décidé de tenir une série de réunions sans le directeur technique, pour tenter de résoudre ses problèmes internes,. Cependant, la relation entre Maradona et Pasarrella ne s'est jamais améliorée. À l'approche de la Coupe du monde, Maradona retrouvait sa plénitude physique tandis que Passarella avait au contraire une série de problèmes de santé qui finirent par le marginaliser du tournoi : il ne sera finalement sur aucune feuille de match,. Bilardo a de toutes façons pris sa décision : Maradona allait être le capitaine, un leader « par l'exemple » totalement libre — au contraire de ses coéquipiers, davantage soumis à une certaine discipline — dans un système de jeu articulé autour de lui.
L'Argentine a installé son quartier général dans les locaux du Club América, à quelques minutes du stade Azteca, au sud-est de Mexico,. Dans les semaines précédant le tournoi, l'équipe a disputé quelques matches de préparation contre des clubs qui se sont soldés par des victoires : contre América par 3 à 2, Atlante par 3 à 0 et les Toros Neza par 3 à 1. L'entraînement a été exigeant jusqu'au premier match, lorsque l'entraîneur a décidé de ne plus faire de préparation physique ; il explique ces derniers entraînements :

« Les garçons arrivent morts après la saison dans leurs clubs. Ce que nous avons fait, c'est de voir 10 points pour le premier match et ensuite nous nous sommes occupés d'eux. J'organisais des entraînements simulés, parce qu'il y avait aussi des choses à mettre en place. Qu'ils se touchent les chevilles, qu'ils fassent toujours quelque chose, que personne ne reste sans rien faire. Si vous ne le faites pas, les journalistes te casseront les couilles. »

##### Compétition

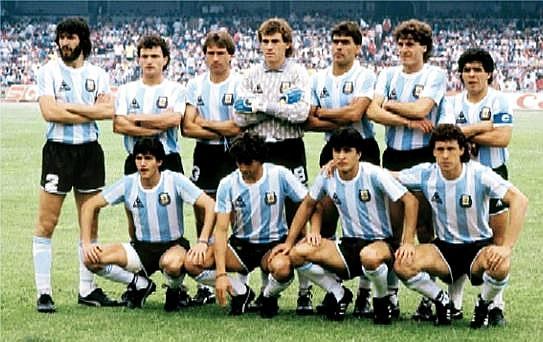
L'équipe d'Argentine avant d'affronter la Corée du Sud.

L'Argentine joue son premier match de groupe du premier tour le 2 juin contre la Corée du Sud et l'emporte par 3 buts à 1, avec deux buts de Jorge Valdano et un d'Oscar Ruggeri, tous trois servis par une passe décisive de Maradona,. Trois jours plus tard, les Argentins tiennent l'Italie en échec 1-1, avec un but de Maradona. Enfin le 10 juin, l'Argentine bat la Bulgarie sur le score de 2 buts à 0, grâce à des buts de Valdano et Jorge Burruchaga, assurant ainsi la qualification et la première place du groupe A. Maradona est à ce stade impliqué sur cinq des six buts de son équipe.
L'Argentine affronte l'Uruguay en huitièmes de finale le 16 juin. L'Uruguay choisit de mettre en place un plan anti-Maradona, mais à défaut de parvenir à le bloquer par le jeu, c'est physiquement que les Uruguayens essaient de l'arrêter : le meneur argentin subit une grande quantité de fautes. Il envoie un coup franc sur la barre transversale et voit un but, apparemment valable, refusé. Dans le sillage de son capitaine, l'Argentine fait preuve d'abnégation et se qualifie en quart de finale grâce à un but de Pedro Pasculli (1-0) après une grande prestation du numéro 10, qui estime avoir « fait de la magie » ce jour-là,,,.
Détail des matchs
Voir tous les matches du Groupe A
| 1re journée       | Argentine | 3 - 1   | Corée du Sud | | |
| 2 juin 1986 12h00 | Jorge Valdano 6e 46e · Oscar Ruggeri 18e | (2 - 0) | Park Chang-sun 73e                                                                                                 | Stade olympique universitaire (Mexico) Spectateurs : 60 000 Arbitrage : Victoriano Sánchez Arminio | Stade olympique universitaire (Mexico) Spectateurs : 60 000 Arbitrage : Victoriano Sánchez Arminio |
| 2 juin 1986 12h00 | (rapport) |         | | Stade olympique universitaire (Mexico) Spectateurs : 60 000 Arbitrage : Victoriano Sánchez Arminio | Stade olympique universitaire (Mexico) Spectateurs : 60 000 Arbitrage : Victoriano Sánchez Arminio |
| 2 juin 1986 12h00 | Pumpido · Brown, Garré, Clausen, Ruggeri · Batista ( 75e), Giusti, Burruchaga, Maradona · Pasculli ( 74e), Valdano Tapia ( 74e ), Olaricoechea ( 75e ) | Équipes | Oh · Park, Chung, Kim ( 23e), Cho, Kim ( 46e) · Huh ( 44e), Kim, Park ( 50e) · Choi, Cha Cho ( 23e ), Byun ( 46e ) | Stade olympique universitaire (Mexico) Spectateurs : 60 000 Arbitrage : Victoriano Sánchez Arminio | Stade olympique universitaire (Mexico) Spectateurs : 60 000 Arbitrage : Victoriano Sánchez Arminio |

| 2e journée        | Italie | 1 - 1   | Argentine |                                                                       |                                                                       |
| 5 juin 1986 12h00 | Alessandro Altobelli 6e (pen.) | (1 - 1) | Diego Maradona 34e | Stade Cuauhtémoc (Puebla) Spectateurs : 32 000 Arbitrage : Jan Keizer | Stade Cuauhtémoc (Puebla) Spectateurs : 32 000 Arbitrage : Jan Keizer |
| 5 juin 1986 12h00 | (rapport) |         | | Stade Cuauhtémoc (Puebla) Spectateurs : 32 000 Arbitrage : Jan Keizer | Stade Cuauhtémoc (Puebla) Spectateurs : 32 000 Arbitrage : Jan Keizer |
| 5 juin 1986 12h00 | Galli · Bergomi ( 54e), Cabrini, Scirea , Vierchowod · Di Gennar, Bagni, De Napoli ( 87e), Conti ( 65e) · Galderisi, Altobelli Vialli ( 65e ), Baresi ( 87e ) | Équipes | Pumpido · Brown, Garré ( 65e), Cuciuffo, Ruggeri · Batista ( 59e), Giusti ( 58e), Burruchaga, Maradona · Borghi ( 74e), Valdano Olarticoechea ( 75e ), Enrique ( 74e ) | Stade Cuauhtémoc (Puebla) Spectateurs : 32 000 Arbitrage : Jan Keizer | Stade Cuauhtémoc (Puebla) Spectateurs : 32 000 Arbitrage : Jan Keizer |

| 3e journée         | Argentine | 2 - 0   | Bulgarie |                                                                                            |                                                                                            |
| 10 juin 1986 12h00 | Jorge Valdano 4e · Jorge Burruchaga 77e | (1 - 0) | | Stade olympique universitaire (Mexico) Spectateurs : 65 000 Arbitrage : Benry Ulloa Morera | Stade olympique universitaire (Mexico) Spectateurs : 65 000 Arbitrage : Benry Ulloa Morera |
| 10 juin 1986 12h00 | (rapport) |         | | Stade olympique universitaire (Mexico) Spectateurs : 65 000 Arbitrage : Benry Ulloa Morera | Stade olympique universitaire (Mexico) Spectateurs : 65 000 Arbitrage : Benry Ulloa Morera |
| 10 juin 1986 12h00 | Pumpido · Brown, Garré, Cuciuffo ( 25e), Ruggeri · Batista ( 46e), Giusti, Burruchaga, Maradona · Borghi ( 46e), Valdano Olarticoechea ( 46e ), Enrique ( 46e ) | Équipes | Mikhailov · Petrov, Dimitrov · Getov, Yordanov, Jeliazkov, Sadakov, Markov, Sirakov ( 71e) · Markov, Mladenov ( 52e) Velichkov ( 52e ), Zdravkov ( 71e ) | Stade olympique universitaire (Mexico) Spectateurs : 65 000 Arbitrage : Benry Ulloa Morera | Stade olympique universitaire (Mexico) Spectateurs : 65 000 Arbitrage : Benry Ulloa Morera |

Voir tous les Huitièmes de finale
| Huitième de finale | Argentine | 1 - 0   | Uruguay |                                                                          |                                                                          |
| 16 juin 1986 16h00 | Pedro Pasculli 42e | (1 - 0) | | Stade Cuauhtémoc (Puebla) Spectateurs : 26 000 Arbitrage : Luigi Agnolin | Stade Cuauhtémoc (Puebla) Spectateurs : 26 000 Arbitrage : Luigi Agnolin |
| 16 juin 1986 16h00 | (rapport) |         | | Stade Cuauhtémoc (Puebla) Spectateurs : 26 000 Arbitrage : Luigi Agnolin | Stade Cuauhtémoc (Puebla) Spectateurs : 26 000 Arbitrage : Luigi Agnolin |
| 16 juin 1986 16h00 | Pumpido ( 83e) · Brown ( 49e), Garré ( 30e), Cuciuffo, Ruggeri · Batista ( 85e), Giusti, Burruchaga, Maradona · Pasculli, Valdano Olarticoechea ( 85e ) | Équipes | Álvez · Gutiérrez, Acevedo ( 58e, 61e), Pereyra, Rivero · Bossio, Barrios , Santín ( 68e), Francescoli ( 35e) · Cabrera ( 46e), Ramos Silva ( 46e , 85e), Paz ( 61e ) | Stade Cuauhtémoc (Puebla) Spectateurs : 26 000 Arbitrage : Luigi Agnolin | Stade Cuauhtémoc (Puebla) Spectateurs : 26 000 Arbitrage : Luigi Agnolin |

#### Angleterre

##### Préparation

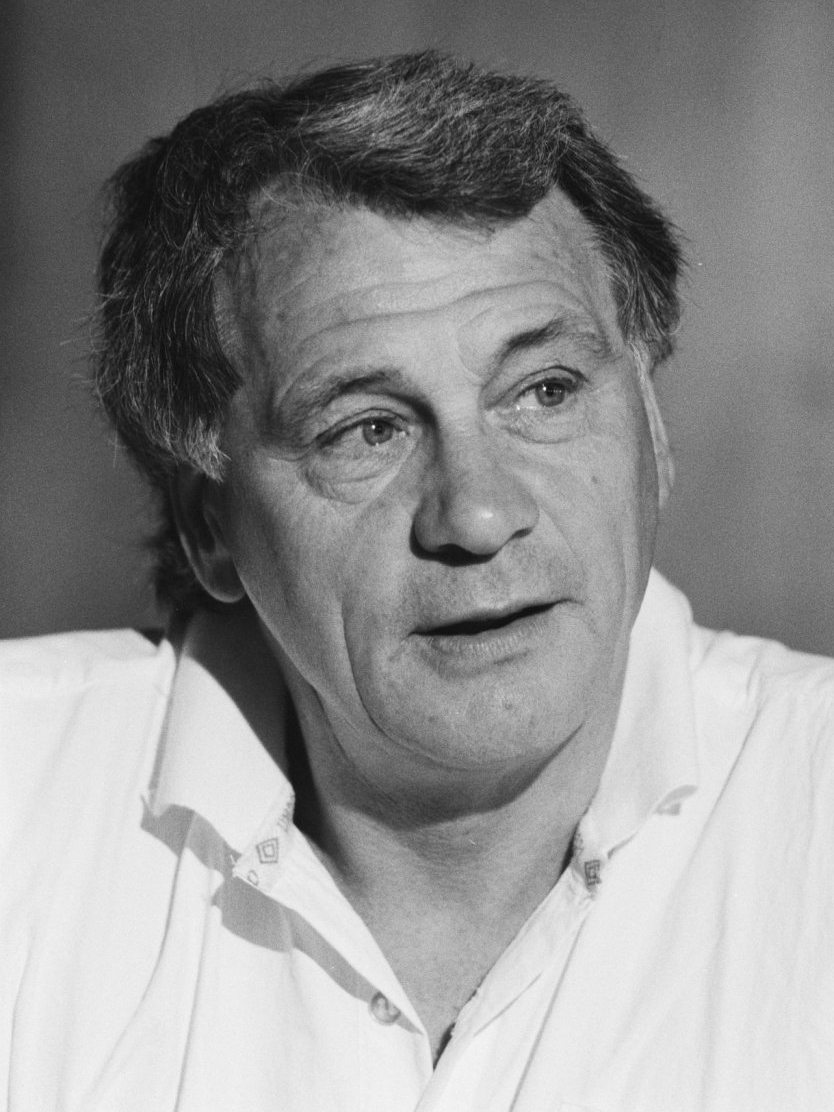
Bobby Robson, le sélectionneur anglais, en 1988.

L'Angleterre a terminé le tour de qualification de l'UEFA à la première place du groupe 3, invaincue, laissant l'Irlande du Nord à la deuxième place et également qualifiée pour la Coupe du monde. Début 1986, l'Angleterre a disputé plusieurs matches amicaux avec de très bons résultats pour l'équipe nationale : une victoire 4-0 contre l'Égypte, une autre 2-1 contre Israël et une troisième 1-0 contre l'Union soviétique, disputés entre janvier et avril.
La préparation pour le Mexique a été planifiée par l'entraîneur Bobby Robson et a commencé en mai à Colorado Springs, aux États-Unis, par un entraînement en haute altitude dans les installations de l'United States Air Force Academy. Dix-huit joueurs s'y sont rendus, rejoints plus tard par quatre joueurs d'Everton qui devaient jouer la finale de la Coupe d'Angleterre : Gary Stevens, Gary Lineker, Peter Reid et Trevor Steven,.
Avant de se rendre au Mexique, les Anglais ont disputé trois matches amicaux : 4-1 contre la Corée du Sud le 14 mai, 3-0 contre le Mexique trois jours plus tard et 1-0 contre le Canada le 24 mai. Cependant, au cours de ces matches, Bryan Robson et Gary Lineker ont tous deux subi des blessures qui ont un temps remis en question leur participation au Mondial, Robson souffrant à l'épaule et aux ischio-jambiers et Lineker de problèmes à un poignet.
De Vancouver, l'Angleterre s'est rendue directement à Monterrey, où ils allaient terminer leur préparation et jouer la phase de groupe. Après un match amical contre le club de Monterrey le 28 mai qui s'est soldé par une victoire 4-1, le rétablissement de Robson et l'autorisation donnée par la FIFA à Lineker de jouer avec un plâtre au poignet, l'Angleterre était prête à commencer sa participation à la Coupe du monde,.

##### Compétition

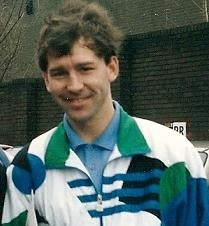
Bryan Robson, le capitaine de la sélection, en 1992.

Le premier match de l'équipe d'Angleterre dans son Groupe F a eu lieu le 3 juin contre le Portugal, à l'Estadio Tecnológico de Monterrey, où l'Angleterre dispute tous ses matches de poule. Malgré ses bons résultats précédents, l'Angleterre s'incline 1-0, l'équipe ayant eu des problèmes d'acclimatation aux températures élevées et ayant dû utiliser des bouteilles d'oxygène pendant la mi-temps. Le deuxième match, contre le Maroc, a non seulement été un échec parce qu'il s'est terminé par un match nul et vierge, mais il a aussi été aggravé par l'exclusion de Ray Wilkins et la blessure, toujours à l'épaule, de Bryan Robson. L'Angleterre est fortement critiquée par la presse et doit gagner face à la Pologne pour se qualifier pour le prochain tour. Grâce à un triplé de Lineker en première mi-temps, l'Angleterre s'impose et parvient à prendre la deuxième du groupe, se qualifiant ainsi pour les huitièmes de finales.
Pour la phase suivante de la compétition, l'équipe se rend à Mexico, car le match contre le Paraguay se joue au stade Azteca. La fédération anglaise avait choisi un hôtel situé dans un quartier bruyant de la ville qui ne permettait pas aux joueurs de dormir, si bien qu'ils ont fini par changer d'hôtel pour séjourner dans le même hôtel que l'équipe italienne. Malgré ces impondérables, le match contre les Paragayens n'a pas été compliqué pour les Anglais : deux buts de Lineker et un de Peter Beardsley ont scellé une victoire 3-0 et assuré à l'équipe une place parmi les huit meilleures équipes du tournoi.
Après un début de compétition poussif, l'Angleterre reste ainsi sur deux victoires 3-0 avec un Gary Lineker — incandescant — et se présente en confiance face à l'Argentine.
Détail des matchs
Voir tous les matches du Groupe F
| 1re journée       | Portugal | 1 - 0   | Angleterre |                                                                              |                                                                              |
| 3 juin 1986 16h00 | Carlos Manuel 75e | (0 - 0) | | Estadio Tecnológico (Monterrey) Spectateurs : 23 000 Arbitrage : Volker Roth | Estadio Tecnológico (Monterrey) Spectateurs : 23 000 Arbitrage : Volker Roth |
| 3 juin 1986 16h00 | (rapport) |         | | Estadio Tecnológico (Monterrey) Spectateurs : 23 000 Arbitrage : Volker Roth | Estadio Tecnológico (Monterrey) Spectateurs : 23 000 Arbitrage : Volker Roth |
| 3 juin 1986 16h00 | Bento · Magalhães, Rosa, Oliveira, Inácio · Miranda ( 82e), André, Pacheco ( 88e), Sousa, Manuel · Gomes ( 73e) Futre ( 73e ), António ( 82e ) | Équipes | Shilton · Stevens, Fenwick ( 17e), Butcher ( 78e), Sansom · Wilkins, Hoddle, Robson , Waddle ( 88e) · Lineker ( 88e), Hateley Hodge ( 80e ), Beardsley ( 80e ) | Estadio Tecnológico (Monterrey) Spectateurs : 23 000 Arbitrage : Volker Roth | Estadio Tecnológico (Monterrey) Spectateurs : 23 000 Arbitrage : Volker Roth |

| 2e journée        | Angleterre | 0 - 0   | Maroc |                                                                                   |                                                                                   |
| 6 juin 1986 16h00 | | (0 - 0) | | Estadio Tecnológico (Monterrey) Spectateurs : 20 200 Arbitrage : Gabriel González | Estadio Tecnológico (Monterrey) Spectateurs : 20 200 Arbitrage : Gabriel González |
| 6 juin 1986 16h00 | (rapport) |         | | Estadio Tecnológico (Monterrey) Spectateurs : 20 200 Arbitrage : Gabriel González | Estadio Tecnológico (Monterrey) Spectateurs : 20 200 Arbitrage : Gabriel González |
| 6 juin 1986 16h00 | Shilton · G. M. Stevens, Sansom, Butcher, Fenwick · Waddle, Hoddle, Wilkins ( 40e, 42e), Robson ( 41e) · Hateley ( 69e, 76e), Lineker Hodge ( 41e ), G. A. Stevens ( 76e ) | Équipes | Zaki · Laâbd ( 50e), Lamriss ( 73e), El Biyaz, Bouyahyaoui · Dolmy, Bouderbala, Timoumi · Merry Krimau, Khairi ( 76e), Merry ( 87e) Ouadani ( 73e ), Souleimani ( 87e ) | Estadio Tecnológico (Monterrey) Spectateurs : 20 200 Arbitrage : Gabriel González | Estadio Tecnológico (Monterrey) Spectateurs : 20 200 Arbitrage : Gabriel González |

| 3e journée         | Angleterre | 3 - 0   | Pologne |                                                                              |                                                                              |
| 10 juin 1986 12h00 | Gary Lineker 9e 14e 34e | (3 - 0) | | Estadio Tecnológico (Monterrey) Spectateurs : 22 700 Arbitrage : André Daina | Estadio Tecnológico (Monterrey) Spectateurs : 22 700 Arbitrage : André Daina |
| 10 juin 1986 12h00 | (rapport) |         | | Estadio Tecnológico (Monterrey) Spectateurs : 22 700 Arbitrage : André Daina | Estadio Tecnológico (Monterrey) Spectateurs : 22 700 Arbitrage : André Daina |
| 10 juin 1986 12h00 | Shilton · Stevens, Sansom, Butcher, Fenwick ( 52e) · Reid, Hoddle, Steven, Hodge · Beardsley ( 75e), Lineker ( 86e) Waddle ( 75e ), Dixon ( 86e ) | Équipes | Młynarczyk · Ostrowski, Wójcicki, Majewski, Pawlak · Matysik ( 46e), Komornicki ( 22e), Boniek · Urban, Smolarek, Dziekanowski Karaś ( 22e ), Buncol ( 46e ) | Estadio Tecnológico (Monterrey) Spectateurs : 22 700 Arbitrage : André Daina | Estadio Tecnológico (Monterrey) Spectateurs : 22 700 Arbitrage : André Daina |

Voir tous les Huitièmes de finale
| Huitième de finale | Angleterre | 3 - 0   | Paraguay |                                                                        |                                                                        |
| 18 juin 1986 12h00 | Gary Lineker 31e 73e · Peter Beardsley 56e | (1 - 0) | | Stade Azteca (Mexico) Spectateurs : 98 728 Arbitrage : Jamal Al Sharif | Stade Azteca (Mexico) Spectateurs : 98 728 Arbitrage : Jamal Al Sharif |
| 18 juin 1986 12h00 | (rapport) |         | | Stade Azteca (Mexico) Spectateurs : 98 728 Arbitrage : Jamal Al Sharif | Stade Azteca (Mexico) Spectateurs : 98 728 Arbitrage : Jamal Al Sharif |
| 18 juin 1986 12h00 | Shilton · G. M. Stevens, Sansom, Martin ( 37e), Butcher · Reid ( 58e), Hoddle, Steven, Hodge ( 67e) · Beardsley ( 80e), Lineker G. A. Stevens ( 58e ), Hateley ( 80e ) | Équipes | Fernández · Torales ( 64e), Zabala, Schettina, Delgado · Nunes ( 60e), Cañete, Romero · Ferreira, Mendoza, Cabañas Guasch ( 64e ) | Stade Azteca (Mexico) Spectateurs : 98 728 Arbitrage : Jamal Al Sharif | Stade Azteca (Mexico) Spectateurs : 98 728 Arbitrage : Jamal Al Sharif |

### L'avant-match

#### Nouveaux maillots de l'Argentine
Le Coq sportif, l'équipementier officiel de l'Argentine de 1979 à 1989, avait fabriqué leurs maillots en utilisant la technologie Air-Tech, qui non seulement réduisait le poids mais donnait également aux joueurs plus d'espace pour respirer. Cependant, elle n'avait fabriqué que le jeu de maillots domicile, c'est-à-dire le maillot blanc avec des rayures bleu ciel. L'Argentine avait ainsi utilisé le maillot bleu extérieur en coton lourd et épais lors du huitième de finale contre l'Uruguay, que les joueurs ont trouvé inconfortable et étouffant pendant le match,,.
Lors du tirage au sort, il fut décidé que l'Argentine devait à nouveau jouer avec le maillot bleu et à midi. Compte tenu des températures élevées auxquelles l'équipe devait jouer pour son quart de finale à Mexico, le sélectionneur avait demandé un maillot bleu utilisant la même technologie que le jeu de maillot principal à son équipementier. Cependant, les délais étaient trop courts et Le Coq sportif refusa la commande. Bilardo décida alors d'en faire fabriquer par ses propres moyens, d'abord en essayant de faire lui-même des trous dans les maillots,,. Ruben Moschella, un employé de la fédération argentine, fut ensuite chargé de trouver en ville — à seulement trois jours de l'échéance — des maillots plus légers et avec le logo du Coq sportif pour ses joueurs. Les sources divergent sur le nombre de modèles de maillots ramenés par Moschella, mais après quelques hésitations, Maradona aurait déclaré à propos d'un jeu de maillot, plus clair que l'original : « C'est un beau maillot. Nous allons battre l'Angleterre avec lui, » et Moschella partit en acheter 38 exemplaires dans un magasin de sport de la capitale mexicaine,,. Les numéros, cousus dans un théâtre de revue un jour avant le match, ont été réalisés à partir d'un tissu gris métallique couramment utilisé pour le flocage des maillots de football américain,. Les écussons de l'AFA ont été dessinés par un designer du club América à partir de l'original et cousus, ainsi que le logo Le Coq sportif, par des couturières mexicaines,.
Le maillot de Diego Maradona utilisé ce jour-là provenait ainsi d'un magasin de sport quelconque ; après le match, l'Argentin l'a offert à l'Anglais Steve Hodge. Bien que jamais revendu, la valeur du maillot a été plusieurs fois estimée au début du XXIe siècle, d'abord à 350 000 $, puis jusqu'à 2 M$ en 2020 après la mort du joueur argentin, selon un commissaire-priseur américain.

#### Hooligansetbarras bravas

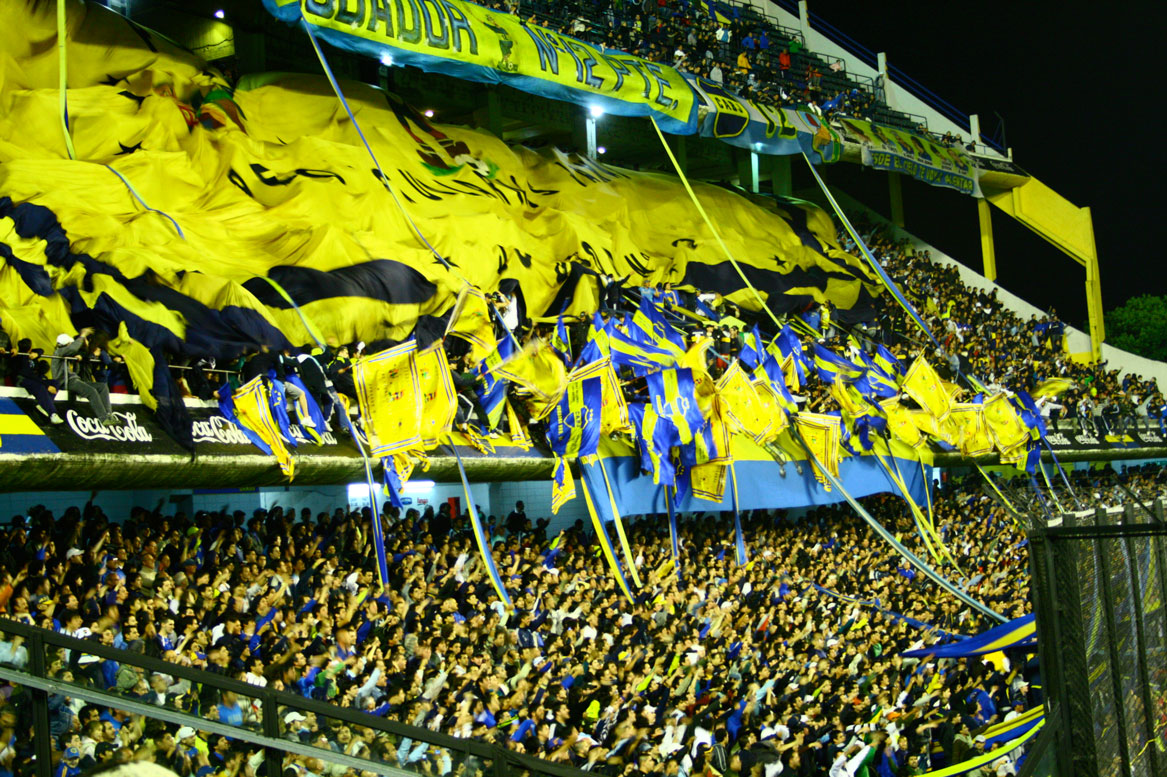
Jugador N° 12, barra brava des Boca Juniors (surnommée La 12).

La violence dans les stades était un problème dans les deux pays, aussi bien les hooligans en Angleterre que les barras bravas en Argentine. En 1986, le nombre de décès résultant de combats entre barras bravas a continué à augmenter et certains matches de la saison du championnat argentin précédant la Coupe du monde s'étaient terminés par des incidents.
Concernant le cas des hooligans, un peu plus d'un an auparavant, s'était produit le drame du Heysel, qui avait causé 39 morts et plus de 400 blessés à l'occasion de la finale de Coupe d'Europe des clubs champions 1984-1985 entre Liverpool et la Juventus. L'UEFA avait alors interdit aux clubs anglais de participer aux compétitions européennes pendant cinq ans. À Monterrey, où l'Angleterre a joué tous ses matches de groupe, des incidents ont également été signalés à l'intérieur et à l'extérieur du stade, ce qui a entraîné plusieurs arrestations par la police mexicaine,.
Contrairement au hooliganisme, les barras bravas sont des mouvements organisés qui ont le soutien des officiels, des entraîneurs et des joueurs des clubs de football,. Cette année-là, des barras de plusieurs clubs, bien que principalement de Boca Juniors, s'étaient rendus au tournoi et avaient causé des incidents après s'être battus avec d'autres barras lors du match contre l'Uruguay. En plus des bagarres, ils ont également fait pression sur les joueurs pour obtenir de l'argent :

« Une fois, la barra brava de Boca est arrivée et a bloqué la sortie [...] En tête, il y avait El Abuelo. Bilardo est descendu pour parler, et derrière lui, venait Diego et ils se sont parlé, je ne sais pas de quoi, mais ils sont partis. Quelques jours plus tard, un des joueurs est venu et a dit qu'il fallait se cotiser pour les barrabravas. Beaucoup étaient d'accord, mais Valdano s'est levé et a dit : « Si je dois mettre de l'argent, je le mettrai pour le donner à Tito, Moschella, Galíndez — les assistants de l'équipe —, mais pas pour les supporters. » Maradona a dit : « Eh bien, on ne leur donne rien », et les autres se sont joints à eux. »

— Tito Benros, accessoiriste de l'équipe nationale argentine.
Peu avant et pendant le match entre l'Argentine et l'Angleterre, il y a eu plusieurs incidents entre les hooligans et les barras bravas,, le plus important ayant eu lieu lors des premières minutes de la deuxième mi-temps,. Mais les plus graves se sont produits après le match, dans les rues de la ville, et se sont soldés par des blessures et 68 arrestations.

#### Malouines

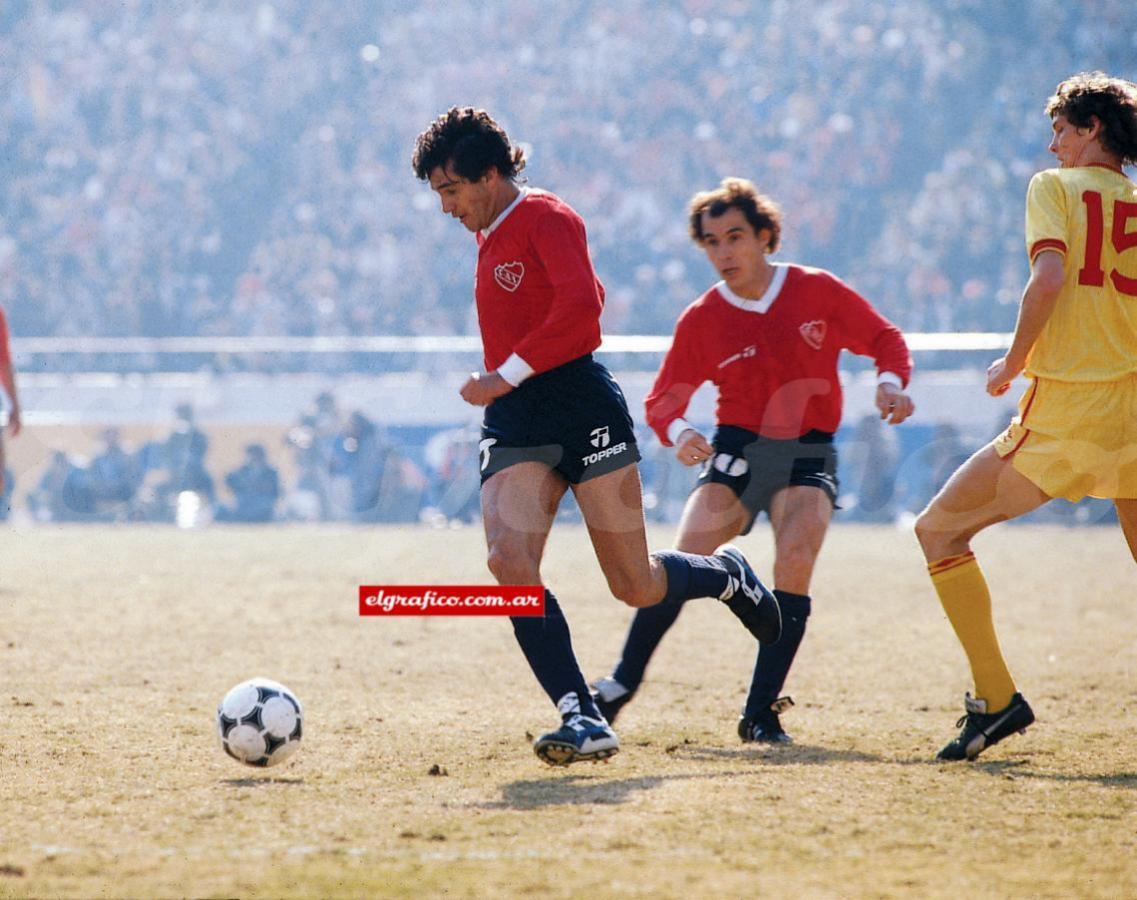
Jorge Burruchaga affrontait les Anglais de Liverpool deux ans avant la Coupe du monde, lors de la Coupe intercontinentale 1984.

Des fonctionnaires des deux pays avaient tenté d'empêcher la partie d'exalter le conflit diplomatique entre l'Argentine et le Royaume-Uni. Avant le match, le ministre des sports a rencontré les joueurs anglais pour leur recommander de ne faire aucune déclaration politique. Bien que le gouvernement argentin se soit opposé au match opposant en 1984 l'Independiente à Liverpool à l'occasion de la Coupe intercontinentale, il a décidé de ne pas intervenir à cette occasion. Cependant, d'autres groupes politiques ont fait diverses requêtes, dont une minute de silence avant le match ; pour que l'Argentine joue avec une photographie des îles Malouines sur leur maillot ; et même qu'elle se retire du tournoi.

## Le match

### Conditions de jeu
Le quart de finale se déroule au stade Azteca de Mexico le 22 juin devant 114 580 spectateurs, sur un terrain en mauvais état,. L'arbitre choisi pour le match est le Tunisien Ali Bennaceur, accompagné de ses assistants Bogdan Dotchev de Bulgarie et Benry Ulloa Morera du Costa Rica.
Le coup d'envoi est prévu à midi, d'où la difficulté physique de jouer à 2 250 mètres d'altitude dans une ville où les températures estivales sont très élevées. Pendant toute la durée de la Coupe du monde, les matchs ont été joués à midi ou en début d'après-midi, une décision fondée exclusivement sur des raisons commerciales puisque c'était le meilleur moment pour diffuser les matchs dans les pays européens. Pendant le tournoi, Maradona et Valdano ont publiquement déclaré leur opposition à cette décision :

« Sans nous, cela n'existerait pas. Ce que nous voulons, c'est être respectés, comme nous respectons tout le monde. C'est pourquoi je me demande pourquoi nous ne sommes pas consultés lorsqu'il s'agit de prendre des décisions ou d'appliquer des règlements. »

Terry Fenwick s'en est également plaint a posteriori :

« Les conditions n'étaient en aucun cas les plus adéquates pour le football anglais. Le terrain était bien, mais l'altitude de la ville de Mexico faisait que chaque dépense d'énergie prenait beaucoup plus de temps à récupérer. Nous avions été à Monterrey, qui était moins haut, et en arrivant à Mexico, nous avions senti que l'air nous manquait. »

### Composition des équipes

L'Argentine modifie son positionnement tactique — habituellement en 4-4-2 — en optant pour un 3-5-2, principalement en raison du deuxième carton jaune reçu par Oscar Garré lors du match précédent qui l'a contraint à manquer le quart de finale — il est remplacé par Julio Olarticoechea. Bilardo avait déjà utilisé cette tactique auparavant, mais il ne l'avait plus fait depuis une tournée en Europe en 1984. La deuxième modification apportée à l'utilisation de ce système est le remplacement de l'attaquant Pedro Pasculli par le milieu de terrain Héctor Enrique. Dans ce système, les trois défenseurs occupent une position centrale et sont flanqués de deux milieux de terrain ayant des fonctions plus défensives. Ce système permet à Bilardo de maintenir une certaine solidité défensive tout en donnant plus de liberté à un meneur de jeu comme Maradona.
La défense est constituée de José Luis Brown en position de libéro, accompagné de Oscar Ruggeri et José Cuciuffo en position de stoppeurs. Dans un milieu de terrain composé de Sergio Batista au poste de milieu défensif, de Ricardo Giusti et Héctor Enrique à droite, et de Julio Olarticoechea et Jorge Burruchaga à gauche, Giusti et Olarticoechea ont tous deux un rôle plus défensif, de piston, tandis qu'Enrique et Burruchaga ont plus de projection et servent de soutien à l'attaque. Devant, Jorge Valdano est une référence dans la surface et Diego Maradona est positionné légèrement derrière lui.
Tactiquement, l'Angleterre maintient pour sa part la formation en 4-4-2 qu'elle a utilisée pendant tout le tournoi. Elle est constituée de Peter Shilton dans les buts — considéré comme le meilleur gardien anglais de l'histoire, — ; d'une défense composée de Gary Stevens, Terry Fenwick, Terry Butcher et Kenny Sansom ; d'un milieu de terrain en losange classique avec Trevor Steven, Steve Hodge, Peter Reid et Glenn Hoddle ; et de Gary Lineker et Peter Beardsley en attaque. Robson conserve également une défense en zone, sans marquage individuel sur aucun joueur argentin, pas même sur Maradona :

« Je n'ai pas souhaité de marquage individuel sur Maradona parce que nous avions une grande équipe. Si je mets un de mes joueurs sur lui, cela affectera nos performances. Et je croyais fermement que si nous jouions aussi bien que nous le pouvions, nous pouvions battre l'Argentine. Malgré Maradona. »

### Déroulement du match

#### Première mi-temps

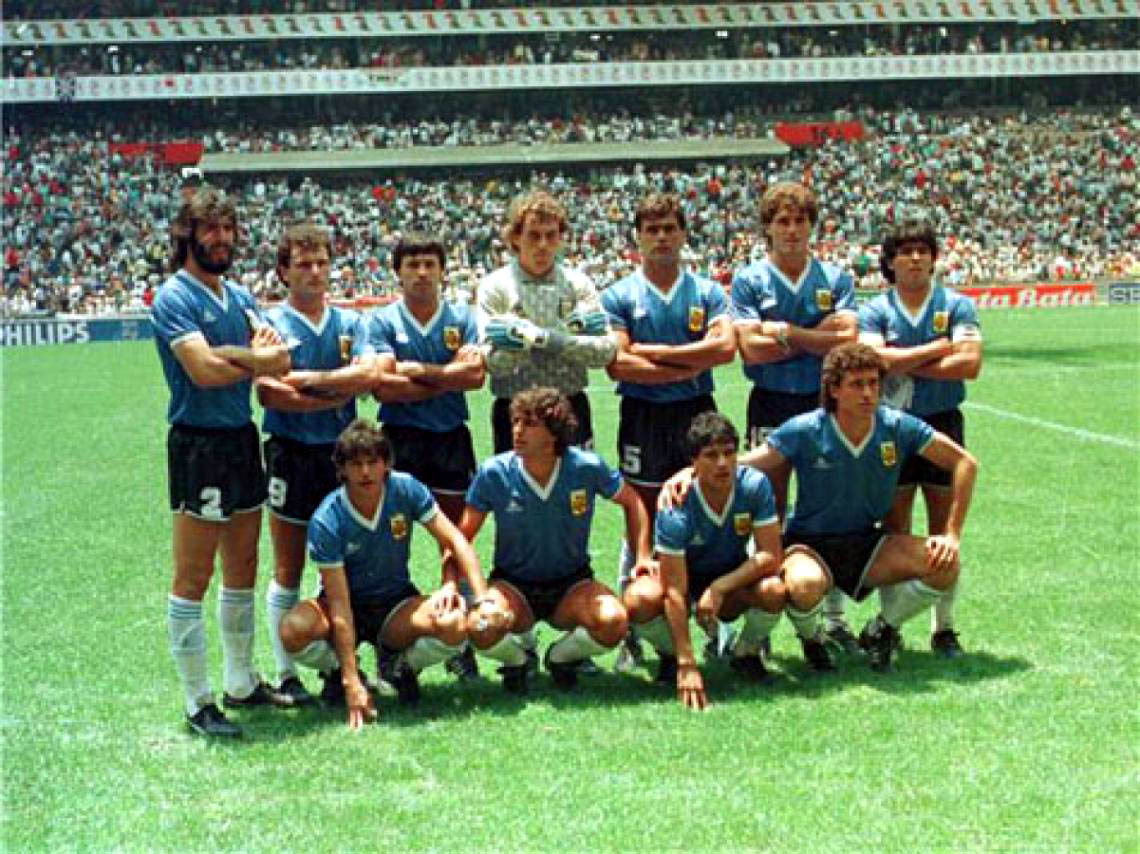
Équipe de l'Argentine posant pour la photographie d'avant-match.

Juste avant le coup d'envoi, l'ambiance est bonne dans les tribunes, pendant que chaque joueur argentin remet à son vis-à-vis anglais son fanion personnel.
Le coup d'envoi est donné par l'Angleterre avec une passe de Beardsley à Lineker.
Pendant les premières minutes, il n'y a pas de mouvements dangereux, mais l'Argentine domine et commence à se montrer menaçante, avec notamment une incursion dans la surface de réparation de Maradona à la 9e minute, provoquant une faute de Fenwick, qui reçoit le premier carton jaune du match. Maradona tire le coup franc et après que le ballon touche le mur, le gardien anglais Shilton l'envoie en corner.
La première occasion dangereuse initiée par l'Angleterre a lieu à la 13e minute lorsque le gardien argentin Pumpido, tentant d'intercepter une longue passe en profondeur de Hodges, glisse et donne à Beardsley l'opportunité de marquer depuis l'extérieur de la surface, excentré à droite : après avoir dribblé le gardien, l'Anglais s'ouvre l'angle pour tirer mais manque le cadre de peu,.

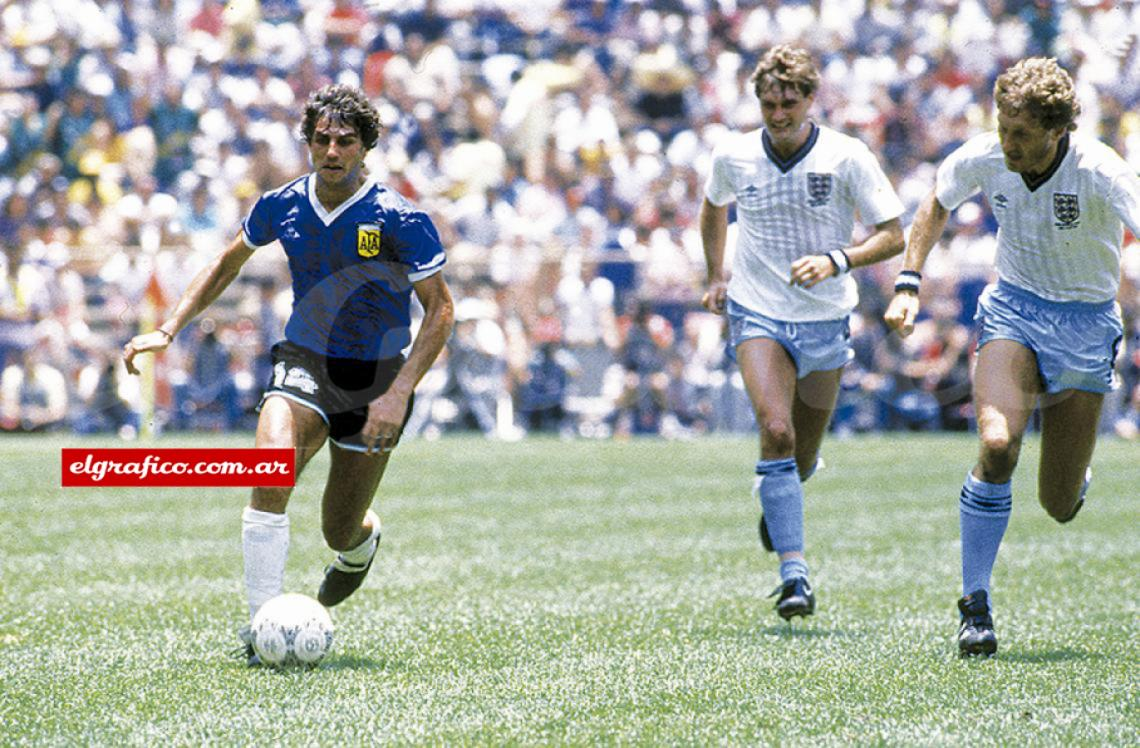
Le milieu argentin Ricardo Giusti porte le ballon devant les Anglais.

Par la suite, l'Argentine contrôle le jeu grâce aux dribbles en contrôle de Maradona et aux passes courtes et précises autour de lui,. À noter que sur une phase défensive, Hodge a essayé de dégager un ballon mais celui-ci est parti en arrière vers sa surface, sans conséquence — il reproduira un geste similaire en deuxième mi-temps, avec une tout autre conclusion.
Un petit interlude amusant a lieu à la 35e minute, quand l'Argentine obtient un corner : Maradona, chargé de le tirer, est gêné par la quantité de photographes agglutinés au bord du terrain ; pour gagner un peu d'espace, il décide de retirer le poteau de corner, mais Morera, l'arbitre de touche, lui intime l'ordre de remettre le poteau, puis le drapeau, avant de tirer son corner. Maradona s'exécute, patient et amusé, avant d'expédier le ballon directement dans les bras du gardien anglais,.
Juste avant la pause, Fenwick, qui a régulièrement été dominé par Maradona et a déjà obtenu un carton jaune, lui a asséné un coup de coude dans le visage alors qu'il courait près de lui sans le ballon ; cette agression gratuite aurait dû lui valoir un carton rouge direct, selon les observateurs,. Il commettra trois autres grosses fautes en deuxième mi-temps : cinq minutes après la reprise sur Maradona ; à la 66e à nouveau sur Maradona puis à cinq minutes de la fin sur Valdano — toutes auraient pu lui valoir d'être exclu.
À la mi-temps, Peter Shilton, a déjà réalisé plusieurs arrêts sur des coups francs donnés dans des positions dangereuses alors que la défense tentait de contenir Maradona,. Cependant, dans l'ensemble, la première mi-temps est décevante : les Argentins ont dominé et Maradona s'est montré menaçant, mais l'Angleterre a pour sa part joué à un niveau assez faible, ne se créant pratiquement aucune occasion.

#### Deuxième mi-temps

##### La «Main de Dieu»

Illustration du but ayant mené à la Main de Dieu.

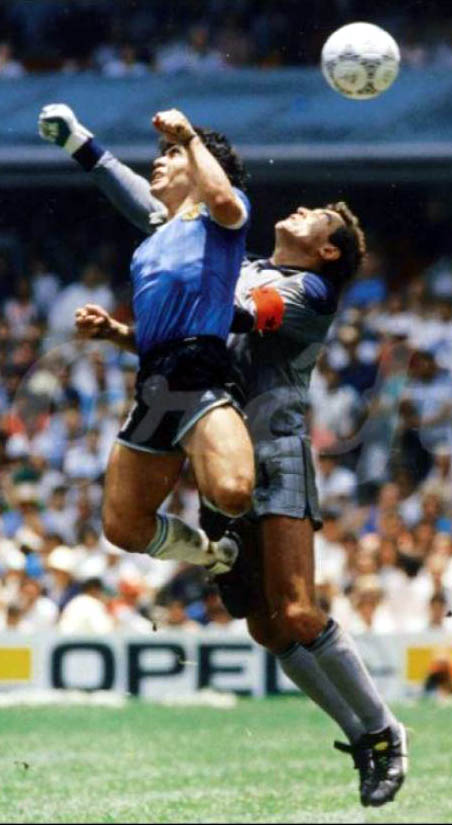
Le duel entre Maradona et Shilton dans les airs qui donne lieu au but marqué de la main par l'Argentin.

Les premières minutes de la deuxième mi-temps commencent par une possession de balle accrue de l'Argentine, qui porte ses fruits à la 51e minute lorsque Olarticoechea, sur la gauche, passe à Maradona, qui dribble Hoddle et Reid vers l'axe, attire Butcher et Sansom vers lui, puis fait une passe en diagonale vers la droite à la limite de la surface à Valdano, avant de poursuivre sa course vers la surface de réparation. La passe de Maradona arrive légèrement derrière Valdano, qui rate le contrôle. Le ballon atteint le milieu anglais Steve Hodge, qui s'était replié pour défendre juste derrière l'attaquant argentin, et tente une passe lobée en retrait vers son gardien, sans remarquer que Maradona a couru vers la surface de réparation. Shilton sort de son but pour dégager le ballon, mais après avoir sauté pour l'anticiper, l'attaquant argentin, pourtant plus petit que l'Anglais, arrive à sa hauteur et frappe le ballon de la main gauche avant que le gardien anglais ne puisse le dégager. Le ballon rebondit dans le but vide,,,.
Après avoir marqué le but, Maradona se dirige vers le corner droit pour célébrer le but tandis que les joueurs anglais, principalement Shilton et Fenwick se plaignent auprès de l'arbitre. Pendant ce temps, Maradona presse ses coéquipiers, qui l'avaient rejoint sans effusion, à l'embrasser ; comme il le déclare plus tard, « J'attendais que mes coéquipiers m'embrassent, et personne n'est venu... Je leur ai dit : « Venez me prendre dans vos bras, ou l'arbitre le refusera [le but] » »,.
Malgré les protestations et leurs propres doutes initiaux, ni Ali Bennaceur ni Bogdan Dotchev n'annulent le but, et livreront par la suite des explications contradictoires :

« J'attendais que Dotchev me donne un indice sur ce qui s'était passé exactement, mais il n'a pas montré la main. Et les instructions que la FIFA nous a données avant le match étaient claires : si un collègue est en meilleure position que moi, je dois respecter sa vision. »

— Ali Bennaceur

« Bien que j'aie immédiatement senti qu'il y avait quelque chose d'irrégulier, à l'époque, la FIFA n'autorisait pas les assistants à discuter des décisions de l'arbitre. »

— Bogdan Dotchev
Comme le montrent les premières impressions des commentateurs anglais en direct, il est très difficile de voir la main sur le moment : ils pensent d'ailleurs que les Anglais protestent pour position de hors-jeu ; même après plusieurs ralentis, si l'idée que Maradona a fait une main germe, rien n'est moins sûr.
Concernant l'auteur du geste, il faudra plusieurs années à Maradona pour reconnaître publiquement que le but avait été marqué de la main, car il le nie à la fin du match en utilisant une expression qui donnera finalement le nom au but :
« Lo hice un poco con la cabeza de Maradona y otro poco con la mano de Dios,. »
« Je l'ai mis un peu avec la tête de Maradona, et un peu avec la main de Dieu. »

##### Le «But du siècle»

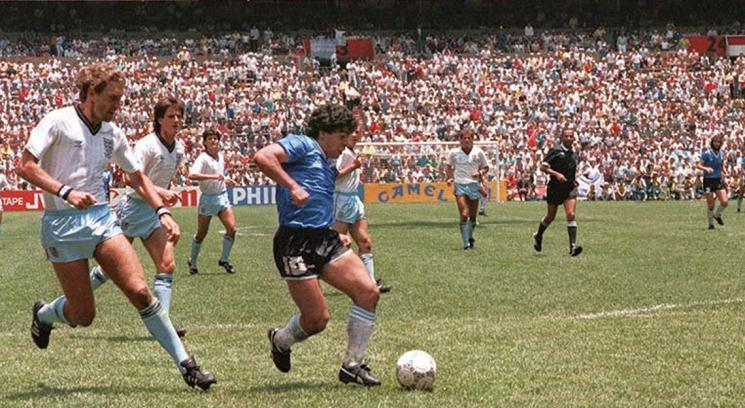
Maradona s'approche du but sous les yeux de Butcher.

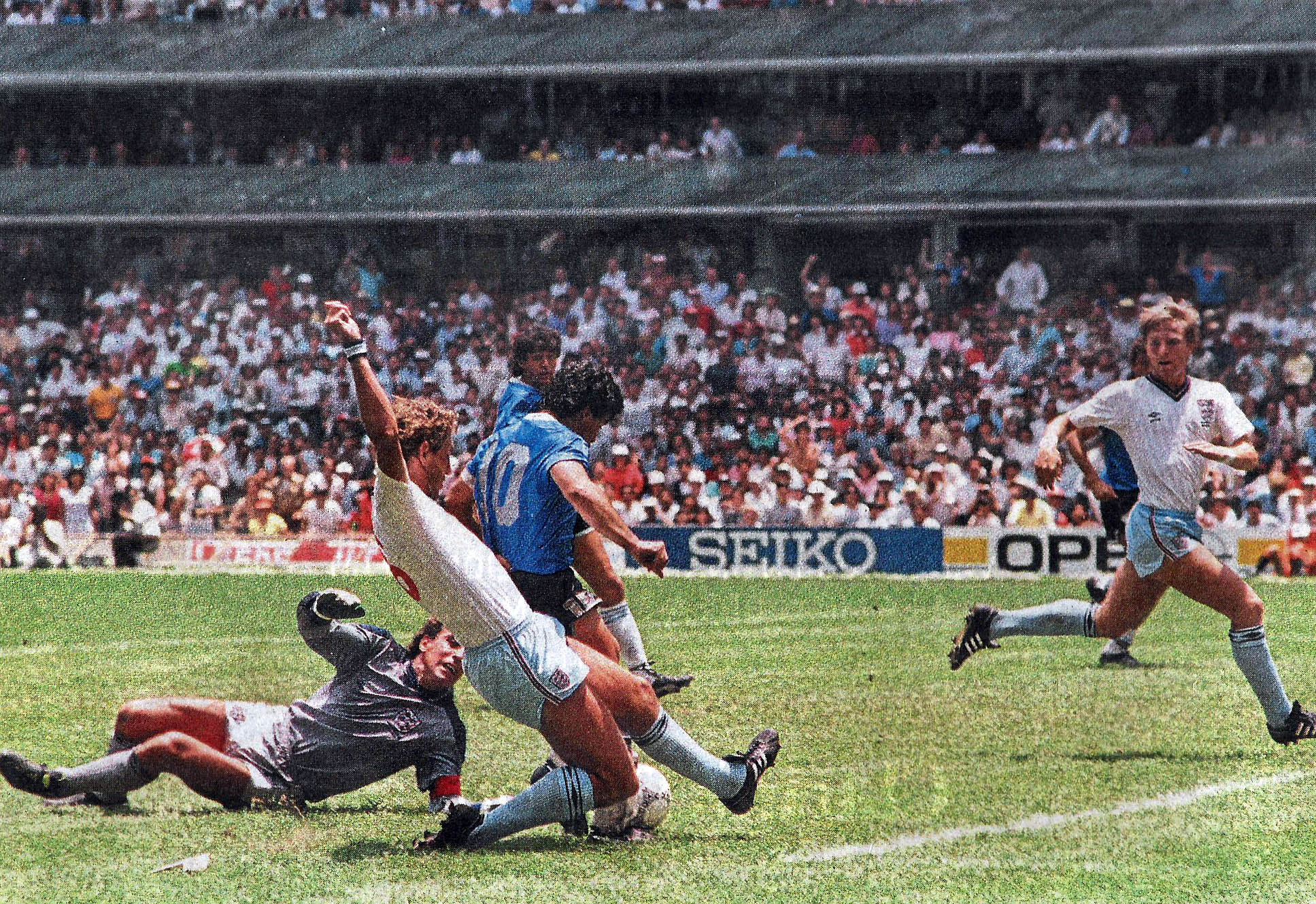
Shilton et Butcher se jettent pour éviter le but.

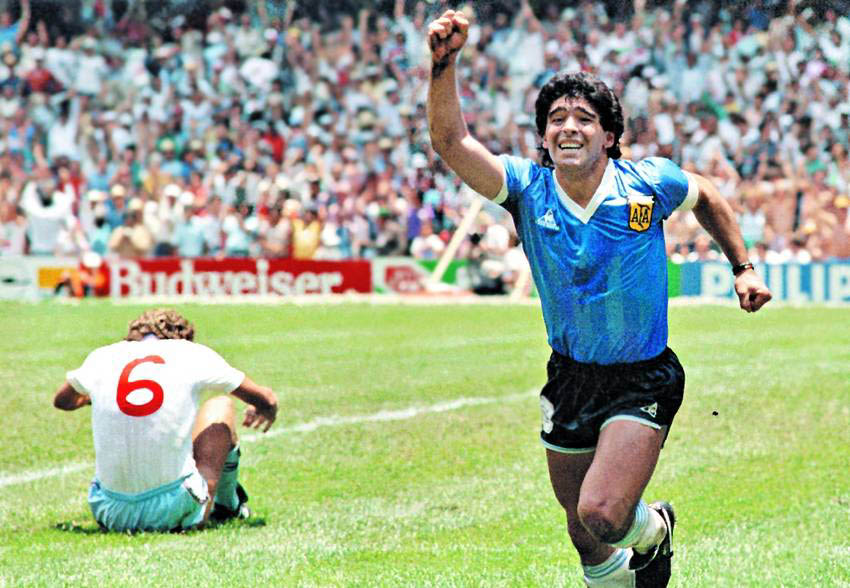
Maradona célèbre le « But du siècle ».

À la 55e minute, soit seulement quatre minutes après le premier but qui a quelque peu démobilisé l'Angleterre,, Cuciuffo récupère le ballon après une attaque anglaise et fait une passe à Enrique qui, avant le départ de Beardsley, donne le ballon à Maradona. Le capitaine argentin se retourne et se défait du marquage de l'attaquant et de Reid d'un contrôle puis d'un dribble de la semelle,.

« Je suis allé vers lui, mais il a fait ce tour sur lui-même qui lui a permis de gagner un mètre. Il a mis le pied sur le ballon et s'est retourné. Le mouvement avait un équilibre et une classe impressionnants. C'était rapide, trop pour moi, qui n'étais pas un sprinter. De plus, j'avais commencé le match avec un problème de cheville. J'ai joué dans la douleur. »

— Peter Reid
Il se dirige alors à toute vitesse vers les buts anglais, échappant à un Butcher trop lent en cours de route,,. Il crochète ensuite Fenwick avant d'entrer dans la surface de réparation,.

« Pendant la première mi-temps, j'ai reçu un carton jaune pour avoir commis une faute sur lui. Je l'avais beaucoup harcelé et à ce moment-là, alors que j'étais en dernière ligne de défense, je risquais d'être sorti. Dans d'autres circonstances, je l'aurais fait tomber. Mais j'ai dû prendre une décision en moins d'une seconde. Et pendant que j'hésitais, il est entré dans la surface et a marqué. »

— Terry Fenwick
Shilton sort de ses buts pour réduire l'espace et Maradona feinte une passe vers Burruchaga ou Valdano à sa gauche, dribble le gardien sur la droite, puis marque le but alors que Butcher tacle sur sa droite pour essayer de lui enlever le ballon, incapable d'éviter le 2-0,.

« Maradona portait le ballon et Butcher respirait dans son cou. Quatre-vingt-dix-neuf pour cent des joueurs dans cette situation choisiraient de tirer dans les buts. Je m'attendais à cela et j'étais prêt, mais Maradona n'a tiré que lorsque Butcher a fait une faute sur lui. Je me suis lancé, mais c'était une fraction de seconde trop tard. J'ai failli toucher le ballon, mais je n'ai pas pu et c'était un but. Le stade a explosé. »

— Peter Shilton
Tout au long de l'action, Maradona aurait cherché à passer le ballon à Valdano qui s'attendait réciproquement à le recevoir, mais Maradona explique qu'il ne l'a jamais fait car il y avait toujours un Anglais entre eux. Le buteur a aussi pensé à une action similaire six ans auparavant, déjà face aux Anglais : il avait remonté toute la moitié de terrain adverse, mais avait buté sur le gardien ; son frère Hugo lui avait dit qu'il aurait dû également dribbler le gardien — ce qu'il a fait cette fois,. Maradona raconte la fin de l'action : « Je savais que j'allais marquer. Je craignais seulement que Butcher ne me casse la jambe. Mais ça n'aurait pas eu d'importance, parce qu'en cassant ma jambe, à cause de la position du ballon, il l'aurait mis dans le but. »
Ce but est connu comme le « But du siècle » après avoir été élu meilleur but de l'histoire de la Coupe du monde à l'occasion d'un sondage réalisé par la FIFA, qui a recueilli plus de 340 000 voix,.

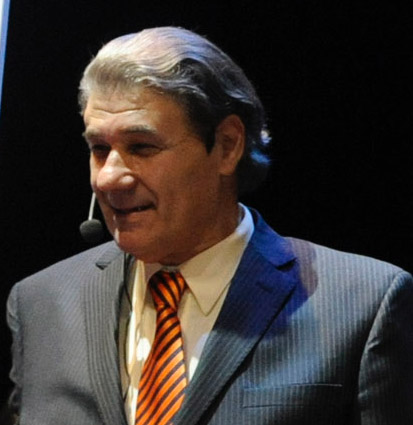
Le commentateur Víctor Hugo Morales en 2011.

On associe ce but aux commentaires enflammés du journaliste uruguayen Víctor Hugo Morales en direct à la Radio Argentina (es), qui sont restés célèbres,,, :

« Il va la jouer pour Diego, voilà Maradona, il est marqué par deux joueurs, il met le pied sur le ballon, Maradona, le génie du football mondial commence par la droite, il quitte le centre du terrain et va jouer pour Burruchaga... Toujours Maradona ! Génie ! Génie ! Génie ! Ta-ta-ta-ta-ta-ta-ta-ta... Gooooool... Gooooool... Je vais pleurer ! Bon Dieu, vive le football ! Golaaazooo ! Diegoooooool ! Maradona ! C'est à en pleurer, pardonnez-moi... Maradona, dans une course mémorable, dans la meilleure action de tous les temps... Cerf-volant cosmique... De quelle planète es-tu venu pour laisser autant d'Anglais derrière toi, pour que le pays soit un poing serré qui crie pour l'Argentine ? Argentine 2 - Angleterre 0. Diegol, Diegol, Diego Armando Maradona... Dieu merci, pour le football, pour Maradona, pour ces larmes, pour ce Argentine 2 - Angleterre 0. »

##### Réduction du score et pression anglaise jusqu'à la fin

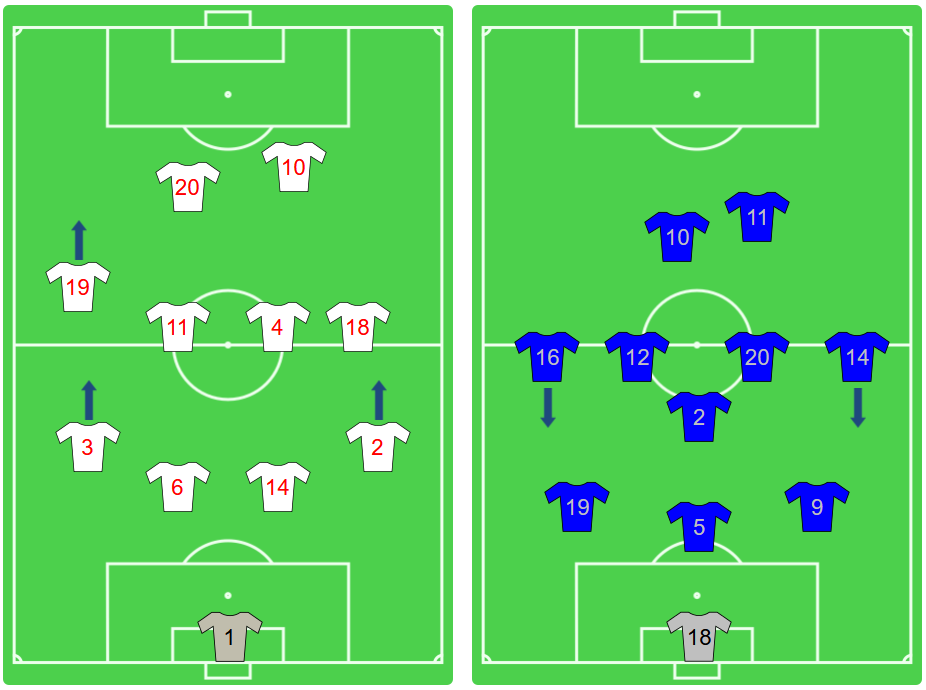
Changements tactiques lors de la deuxième moitié de la seconde mi-temps : les latéraux anglais participent davantage aux phases offensives, l'attaquant Waddle (no 11) remplace le milieu Reid et Steven est remplacé par Barnes (no 19), plus rapide. Côté argentin, c'est le contraire : les ailiers redescendent tandis que Burruchaga est remplacé par Carlos Tapia (no 20) pour densifier le milieu de terrain.

Après le deuxième but, il y a une petite période de flottement où l'Argentine baisse le rythme tandis que l'Angleterre peine à répondre. Celle-ci parvient néanmoins à avoir plus de possession de balle et à se créer des occasions, et à la 60e minute, Batista reçoit le seul carton jaune de l'équipe argentine. Quatre minutes plus tard, Robson effectue le premier changement afin d'augmenter la présence anglaise en attaque : Reid, milieu de terrain, quitte ainsi le terrain au profit de l'attaquant Chris Waddle. Bien que l'Argentine n'attaque plus avec la même intensité que lors des minutes précédentes, la défense anglaise continue à avoir des problèmes avec Maradona, qui reçoit un autre coup de Fenwick, cette fois sur la tête, et doit quitter le terrain pendant quelques minutes,,.
À la 68e minute de la seconde période, dans l'un des mouvements les plus dangereux de l'Angleterre, Hoddle tire un coup franc qui est envoyé en corner par Pumpido. Le gardien de but se blesse au bras sur l'action et reçoit l'assistance des médecins quelques minutes plus tard.
Cinq minutes plus tard, Robson effectue le deuxième et dernier changement, remplaçant Steven par Barnes, un joueur plus rapide pour courir sur le flanc gauche sur la zone de marquage de Giusti ; John Barnes explique : « Robson m'a dit d'aller à gauche. « Contente-toi de courir le long de la ligne de touche », m'a-t-il demandé. J'étais censé passer à toute vitesse devant Giusti et envoyer des centres. »
Pour sa part, Bilardo effectue un changement plus défensif, remplaçant Burruchaga par Carlos Tapia afin d'augmenter la possession au milieu du terrain. Pourtant, il ne peut que constater le danger apporté par Barnes, qui passe plusieurs fois à droite : il n'avait pas de latéral droit pour le contenir et n'effectuait pas de remplacement supplémentaire, malgré les injonctions de ses propres joueurs :

« Deux ou trois des gars me l'ont répété : « Carlos, nous devons arrêter Barnes, fais un changement : nous allons perdre. ». Mais je me suis bloqué, je n'ai pas fait le changement, parce que j'étais idiot. Un aveugle pouvait le voir. Nous avons failli perdre la Coupe du monde sur un coup de tête. »

— Carlos Bilardo
La pression tactique et les changements effectués par Robson portent leurs fruits à la 81e minute, lorsque Barnes passe Enrique et Giusti et envoie un centre au second poteau que Lineker convertit en but de la tête.

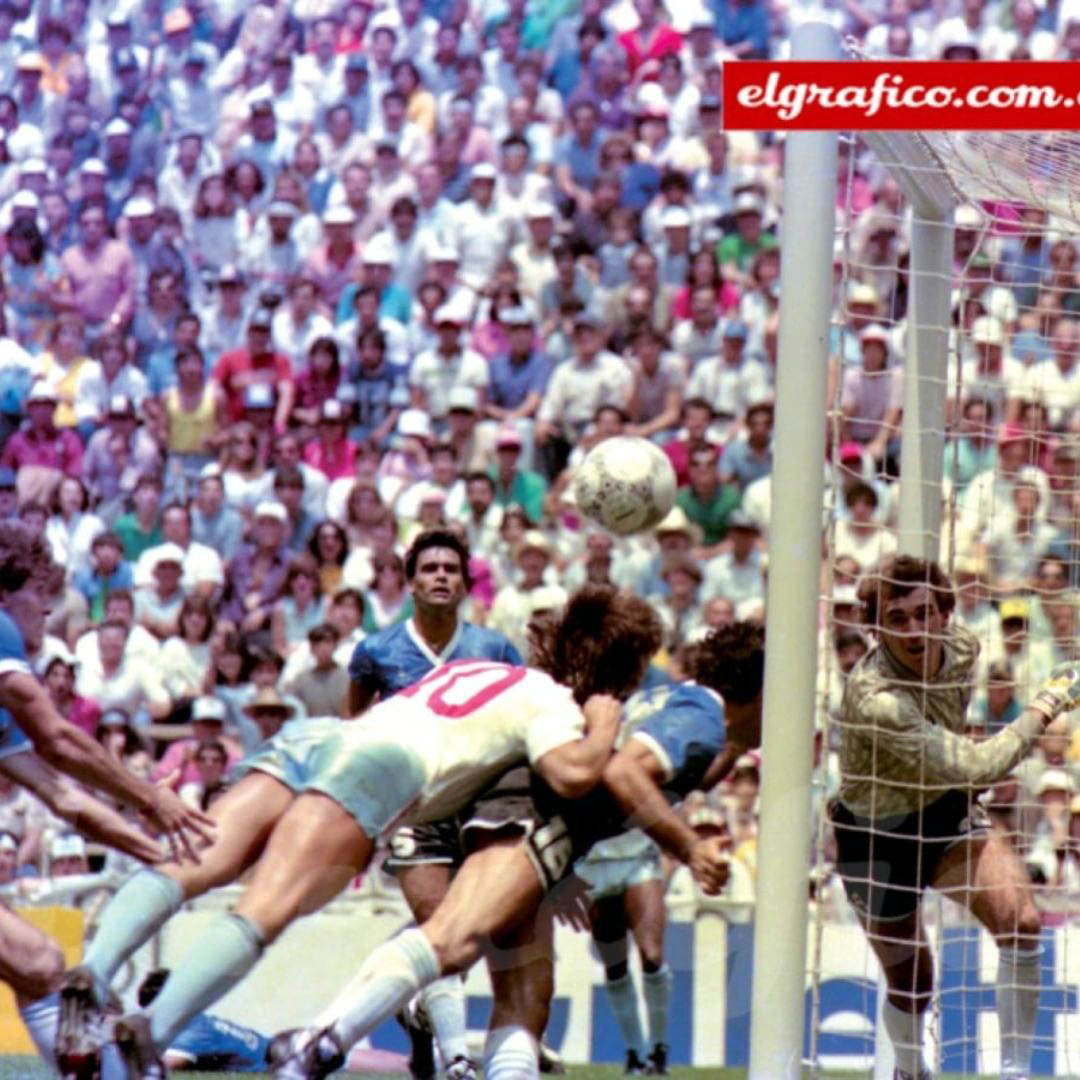
Sauvetage d'Olarticoechea devant Lineker, empêchant l'Angleterre d'égaliser.

Juste après le but de l'Angleterre, Maradona réapparaît dans la partie, permettant à Tapia de tirer sur le poteau dans ce qui restera la dernière occasion de l'Argentine. L'Angleterre continue de presser et à trois minutes de la fin, Barnes déborde à nouveau Enrique et envoie un centre qui est repoussé de justesse par Olarticoechea, empêchant Lineker d'égaliser.
À tout juste 57 secondes après le temps réglementaire, l'arbitre met fin au match et l'Argentine se qualifie pour les demi-finales avec une victoire de 2 buts à 1.

### Feuille de match
| Titulaires : |  |
| |  |
| 18 Nery Pumpido · 19 Oscar Ruggeri · 05 José Luis Brown · 09 José Luis Cuciuffo · 14 Ricardo Giusti · 07 Jorge Burruchaga 75e · 02 Sergio Batista · 12 Héctor Enrique · 16 Julio Olarticoechea · 10 Diego Maradona · 11 Jorge Valdano · |  |
| Remplaçants : |  |
| 20 Carlos Tapia 75e · |  |
| Entraîneur : |  |
| Carlos Bilardo |  |

| Titulaires : |  |
| |  |
| 01 Peter Shilton · 02 Gary Stevens · 14 Terry Fenwick · 06 Terry Butcher · 03 Kenny Sansom · 17 Trevor Steven 74e · 04 Glenn Hoddle · 18 Steve Hodge · 16 Peter Reid 69e · 10 Gary Lineker · 20 Peter Beardsley · |  |
| Remplaçants : |  |
| 11 Chris Waddle 69e · 19 John Barnes 74e · |  |
| Entraîneur : |  |
| Bobby Robson |  |

| Titulaires : |  |
| |  |
| 18 Nery Pumpido · 19 Oscar Ruggeri · 05 José Luis Brown · 09 José Luis Cuciuffo · 14 Ricardo Giusti · 07 Jorge Burruchaga 75e · 02 Sergio Batista · 12 Héctor Enrique · 16 Julio Olarticoechea · 10 Diego Maradona · 11 Jorge Valdano · |  |
| Remplaçants : |  |
| 20 Carlos Tapia 75e · |  |
| Entraîneur : |  |
| Carlos Bilardo |  |

| Titulaires : |  |
| |  |
| 01 Peter Shilton · 02 Gary Stevens · 14 Terry Fenwick · 06 Terry Butcher · 03 Kenny Sansom · 17 Trevor Steven 74e · 04 Glenn Hoddle · 18 Steve Hodge · 16 Peter Reid 69e · 10 Gary Lineker · 20 Peter Beardsley · |  |
| Remplaçants : |  |
| 11 Chris Waddle 69e · 19 John Barnes 74e · |  |
| Entraîneur : |  |
| Bobby Robson |  |

### Polémiques autour de l'arbitrage
Le contexte du match était très tendu, mais Ali Bennaceur, l'arbitre central, est expérimenté : âgé de 42 ans, il est habitué aux ambiances enflammées des compétitions africaines et a arbitré deux finales de la Coupe d'Afrique des nations, en 1984 et plus tôt l'année de la Coupe du monde (il arbitrera aussi celle de 1988). Au moment d'arbitrer ce quart de finale, Bennaceur est donc considéré comme un arbitre compétent.
Dans un stade écrasé par le soleil de midi à Mexico, l'arbitre ne voit pas la main discrète de Maradona lors du premier but. Il hésite, attend un signe de son assistant, le Bulgare Bogdan Dotchev — selon les directives de la FIFA, un signe de la part de son assistant, s'il est mieux placé que lui, lui permettrait d'invalider le but, tandis que Dotchev affirmera que selon les directives qu'il avait reçues, il ne pouvait invalider une décision de l'arbitre de champ, —, mais celui-ci ne bouge pas. Maradona part célébrer et le but est validé.
La main de Maradona n'est pas le seul objet des critiques reçues par Bennaceur : l'Anglais Terry Fenwick a commis de nombreuses fautes qui auraient dû être sanctionnées. À la 9e minute, Fenwick écope d'un jaune pour avoir saisi Maradona en l'air puis jeté au sol. Juste avant la mi-temps, il lui donne un coup de coude au visage. Ces deux actions auraient dû suffire pour expulser l'Anglais, la deuxième valant au moins un jaune — surtout selon les critères de l'époque,. Il a continué à commettre des fautes en deuxième mi-temps, frappant à nouveau l'attaquant argentin à la tête, puis encore sur Jorge Valdano,.
Après le match, le Tunisien est copieusement hué par les supporters anglais. Malgré son erreur d'arbitrage sur le premier but de Maradonna, la commission des arbitres de la FIFA lui donnera pourtant la troisième meilleure note du Mondial, validant une très bonne prestation par ailleurs.
Les deux commentateurs anglais de la BBC ont longuement critiqué la désignation d'Ali Bennaceur pendant tout le match, y compris pendant la première mi-temps — c'est-à-dire avant le but polémique —, du simple fait qu'il était tunisien. En France, Thierry Roland avait émis les mêmes critiques :

« Vous ne croyez pas honnêtement, que dans un monde grand comme il est, il n'y a pas autre chose qu'un arbitre tunisien pour diriger un quart de finale de la Coupe du monde, ? »

L'ambassade de Tunisie avait appelé TF1 pour obtenir des excuses, mais Rolland n'a formulé qu'une explication. Bennaceur en garde un souvenir indigné : « On n'a pas critiqué ma prestation, on a critiqué mon pays, en disant que la Tunisie c'est du sable, c'est du désert. Comment on donne un match à un arbitre pareil alors qu'ils n'ont pas de football ? »
Bennaceur expliquera plusieurs années plus tard que la plus grande fierté de sa carrière était d'avoir suivi Maradona tout au long de son légendaire deuxième but, à la fois très attentif aux fautes anglaises — il s'attendait à devoir siffler un pénalty — et admiratif de l'exploit de l'Argentin,.

## Conséquences

### Après-match et suite de la compétition

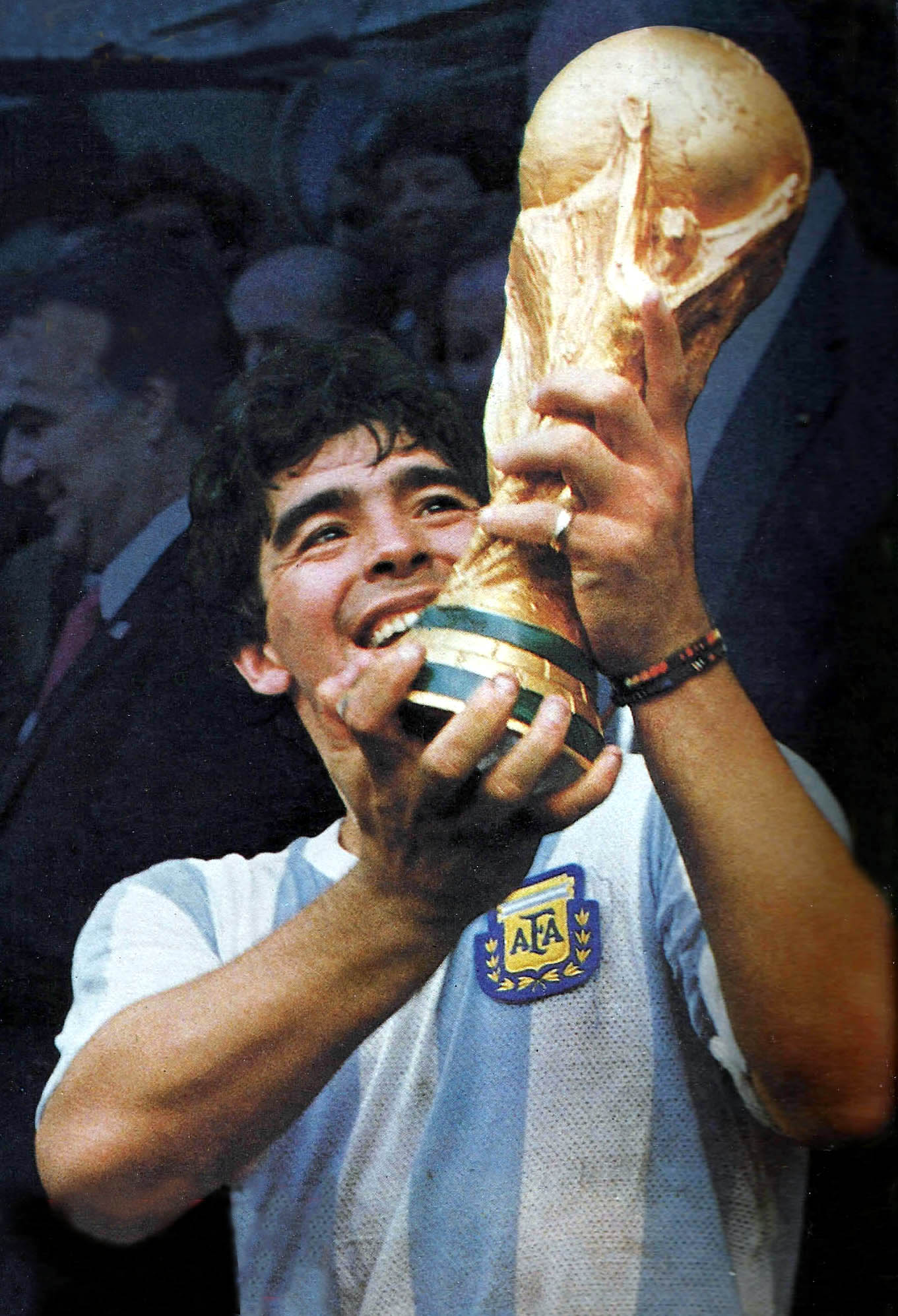
Maradona lève le trophée d'un Mondial considéré comme son chef-d'œuvre,.

Hodge a échangé son maillot avec celui de Maradona après le match ; il expliquera plus tard qu'au moment de l'échange, très quelconque, il ne savait pas que Maradona avait triché pour le premier but et que s'il l'avait su, il n'aurait pas échangé les maillots,. L'Anglais a prêté le maillot de l'Argentin au Musée national du football (en) de Manchester en 2002,,.
Après le match, trois joueurs de chaque équipe ont été tirés au sort pour effectuer le contrôle antidopage. Les personnes sélectionnées étaient Steven, Butcher et Sansom côté anglais ; et Enrique, Brown et Maradona côté argentin. Butcher aurait tenté d'agresser Maradona lorsque ceux-ci se sont retrouvés ensemble lors du contrôle.
En demi-finale, l'Argentine doit affronter la Belgique, qui de son côté a éliminé l'Espagne aux tirs au but au tour précédent. La confrontation a lieu le 25 juin, toujours au stade Azteca, et l'Argentine s'impose 2-0 grâce à un nouveau doublé de Maradona, qui régale avec un nouveau but en solitaire,. Tandis que la Belgique perd son match de classement face à la France, qui finit troisième de la compétition, l'Argentine avance en finale face à l'Allemagne de l'Ouest.
L'équipe d'Argentine remporte sa deuxième Coupe du monde en battant l'Allemagne 3 buts à 2 devant 114 580 spectateurs, grâce à des buts de Brown, Valdano et Burruchaga contre deux de Karl-Heinz Rummenigge et Rudi Völler.
Dans un Mondial qui a vu briller l'Uruguayen Enzo Francescoli, le Français Michel Platini et le Brésilien Zico et qui a décerné à Gary Lineker le Soulier d'or, Diego Maradona a été la figure majeure de la compétition et l'artisan principal de la victoire de son équipe avec cinq buts et cinq passes décisives — dont celle du but de la victoire en finale —, tout en laissant deux des buts les plus célèbres de la compétition lors de ce quart de finale contre l'Angleterre,. Il reçoit le ballon d'or Adidas du meilleur joueur de la compétition.

### Autres confrontations et rivalité
La rivalité footballistique entre les deux pays s'est accrue avec ce match. En Argentine, celui-ci a été considéré comme une revanche de la guerre des Malouines et du quart de finale de la Coupe du monde 1966, qu'ils considèrent toujours comme une grande injustice. L'ancien international argentin Roberto Perfumo a déclaré : « En 1986, il suffisait de gagner ce match contre l'Angleterre. Gagner la Coupe du monde était secondaire pour nous. Battre l'Angleterre était notre véritable objectif. » Il s'agit d'une double vengeance, puisqu'en plus de la vengeance sportive en rapport avec le Mondial 1966, l'Argentine avait à cœur de se venger de la guerre des Malouines : « Nous avions dit qu’il ne fallait pas mélanger football et politique, mais c’était un mensonge. J’ai fait main basse sur le ballon pour me venger des Anglais qui avaient fait main basse sur les Malouines », a dit Maradona,. Cette rivalité a perduré, tandis qu'ils se sont encore affrontés à deux reprises en Coupe du monde, mais ne dépasse plus le cadre strict du football.

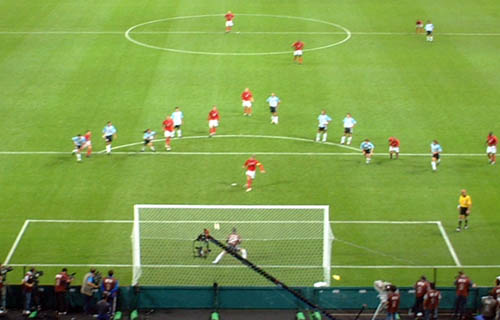
David Beckham transforme le pénalty victorieux contre l'Argentine lors de la Coupe du monde 2002.

La première a eu lieu lors des huitièmes de finale de la Coupe du monde 1998 en France, où l'Argentine s'est qualifiée pour les quarts de finale aux tirs au but après un match nul 2-2. Le match a été marqué par l'expulsion de David Beckham et un but refusé à Sol Campbell. Côté argentin, les buteurs dans le temps réglementaire ont été Gabriel Batistuta et Javier Zanetti et côté anglais, c'étaient Alan Shearer et Michael Owen ; la séance de tirs au but s'est achevée sur le score de 4-3 en faveur de l'Argentine. L'Argentine est éliminée dès le tour suivant par les Pays-Bas.
La seconde a eu lieu lors de la phase de groupe de la Coupe du monde 2002 en Corée du Sud, où l'Angleterre s'est imposée 1-0 grâce à un pénalty causé par Mauricio Pochettino sur Michael Owen et transformé par David Beckham,. L'hymne argentin avait été sifflé par les supporters anglais. Tandis que l'Argentine ne parvient pas à sortir de la poule, l'Angleterre est éliminée en quarts de finale par le Brésil, futur vainqueur de la compétition.
Par ailleurs, les deux pays se sont affrontés lors de trois matches amicaux : en 1991 (match nul, 2 partout), lors duquel Maradona s'était fait siffler alors qu'il sortait des vestiaires le ballon ostensiblement dans sa main ; en 2000 (match nul et vierge) et en 2005 (victoire de l'Angleterre 3-2).
L'Argentine a toutefois relancé la rivalité hors du cadre du football, quand elle a célébré les victimes de la guerre des Malouines, 30 ans après le conflit. Cristina Kirchner a montré a plusieurs reprises ses positions anti-Britanniques.

### Postérité

#### Le match
Ce quart de finale entre l'Argentine et l'Angleterre, devenu un « match de légende de la Coupe du monde [...] gravé dans l'histoire du football », consacre Diego Armando Maradona comme l'un des meilleurs joueurs de l'histoire,,,. Sa « Main de Dieu » est considérée comme l'un des « gestes les plus déterminants de l'histoire du football » et son deuxième but a été élu « But du siècle » en 2002 par vote populaire sur le site de la FIFA. « La force de l'impact [des deux actions de Maradona], a fait en sorte que le match contre l'Angleterre ait, dans la mémoire collective, beaucoup plus de force que la finale de la Coupe du Monde », déclarera Jorge Valdano ; ils sont ainsi gravés dans le folklore du football.
Selon la FIFA, ce match a vu la « performance la plus polarisante de l'histoire », du fait de la rivalité sportive datant de 1966 ; de celle politique, avec la guerre des Malouines ; et pour la dramaturgie du match qui a intensifié ces oppositions, avec ce premier but polémique, dont plusieurs Anglais se rappellent encore longtemps après avec douleur,, en partie pour la manière qu'a eue Maradona de nier la main pendant de nombreuses années,,, — il dira même ne jamais avoir regretté ce geste, car il fait partie de lui, de son histoire.

#### Maradona

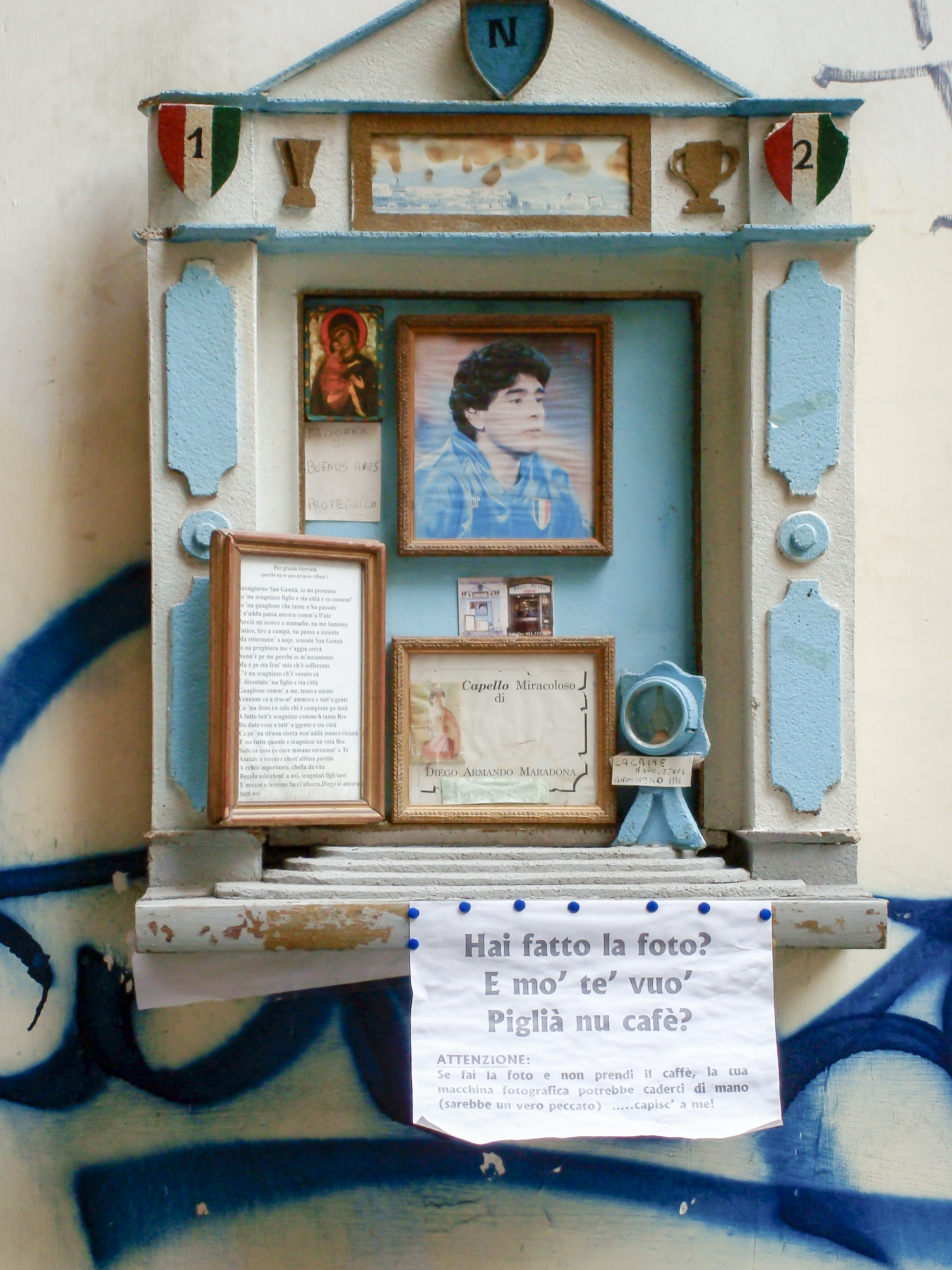
Autel dédié à Maradona dans les rues de Naples.

Selon Lineker, ce quart de finale, 

« C'est le match de sa vie, à plus d'un point de vue. Une rencontre qui le définit, mais qui se termine bien, sans exposer la face sombre de son existence. Ce match montre son insolence, à travers le côté espiègle du premier but, mais aussi son génie absolu sur le second. »

Depuis cette coupe du monde, considérée comme le plus grand « chef-d'œuvre individuel en Coupe du monde » — selon France Football, depuis « Pelé en 1970 et Cruyff en 1974, aucun autre joueur dans l'histoire de l'épreuve n'incarnera une phase finale autant que lui » —, Maradona prend la dimension d'un « dieu », d'un « mythe absolu » en Argentine : il devient une icône qui est présente partout dans le pays, dans tous les médias et pans de la culture argentine, sud-américaine et mondiale,,. Certains en viennent à créer l'« Église maradonienne ».
Après la compétition, Maradona va vivre à Naples les plus belles saisons de sa carrière, faisant remporter à son club son premier scudetto, une coupe d'Italie et une Coupe de l'UEFA. Là aussi, Maradona laisse une empreinte indélébile et est associé aux icônes religieuses de la ville, ; à sa mort en 2020, la ville rebaptise son stade à son nom.

#### Hommages
Lors de la Coupe du monde 2006, Lionel Messi, prodige argentin du FC Barcelone et souvent considéré comme l'hériter de Maradona alors qu'il n'est qu'au début de sa carrière, arbore sur ses crampons l'inscription « La mano de Dios 1986 ».
En 2015, de passage en Tunisie, Maradona rend visite à Ali Bennaceur à son domicile et lui rend hommage en lui offrant un maillot argentin dédicacé ; cet événement a beaucoup été relayé dans la presse du monde entier,,,,,,.
En 2019, le public argentin fait toujours référence à l'exploit de Maradona contre les Anglais à chacune de ses apparitions, comme lorsqu'il entraîne son dernier club, le Gimnasia La Plata, et que les supporters chantent en le voyant « qui ne saute pas est un Anglais ! », un champ régulièrement entonné par les supporters argentins.

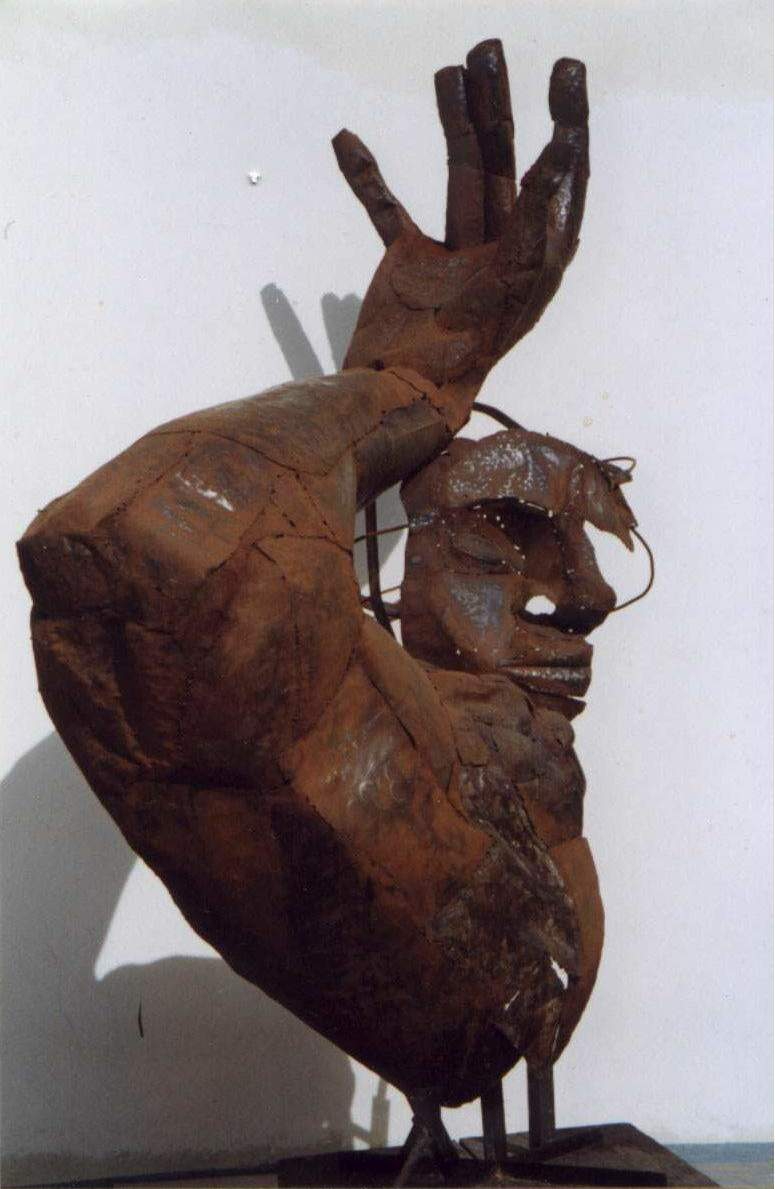
La mano de Dios, sculpture en métal de Sergio Ardohain (2002).

Plusieurs sculptures ou statues ont été réalisées en commémoration des buts de Maradona lors de ce quart de finale, comme une plaque commémorative au stade Azteca à Mexico du « but extraordinaire » marqué par Maradona (certainement le second) ou une sculpture de Maradona faisant la Main de Dieu conservée au musée du même stade. Aux abords du stade de La Bombonera, où Maradona a évolué sous les couleurs de Boca Juniors, des statues ont été disposées sur un petit terrain pour proposer au public de reproduire soi-même le But du siècle : ces statues représentent les joueurs anglais, figés dans leur attitude lors du slalom de Maradona.
Tandis qu'une planche de quatre timbres postaux représentant le moment où Maradona inscrit le « but aux Anglais » avait été tirée en 1986, un projet de loi est présenté au Sénat argentin en 2020 pour rendre hommage à l'icône argentine après sa mort en novembre : celui-ci prévoit l'impression de billets à son effigie ainsi que de nouveaux timbres illustrés de son deuxième but lors du quart de finale contre l'Angleterre.

#### Dans la culture populaire
Ces buts — a fortiori la « Main de Dieu » — ont beaucoup inspiré dans la culture populaire,.
L'année suivant la Coupe du monde, sort un jeu vidéo sur Amstrad CPC et Commodore 64 intitulé Peter Shilton's Handball Maradona! en référence à ce but. Le jeu en lui-même n'a aucun rapport avec le but contesté, à l'exception du titre.
Le côté moins lisse de Maradona, en comparaison avec l'autre grande figure du football mondial, le Brésilien Pelé, notamment, est une source d'inspiration pour les artistes, et les deux buts de Maradona ont fait l'objet de nombreuses chansons — selon Pierre-Etienne Minonzio, auteur du Petit manuel musical du football, c'est le footballeur qui en a inspiré le plus. Parmi les plus notables, le titre de Manu Chao La vida tómbola, spécialement composée pour le film Maradona (documentaire de 2008 par Emir Kusturica), qui raconte la vie du footballeur et reprend les images du But du siècle dans son clip, et celui de la Mano Negra Santa Maradona, qui inclut un sample des commentaires de Víctor Hugo Morales.
En Argentine, de nombreux artistes s'en sont également inspiré, notamment Los Piojos, dont le clip de Maradó (1997, dédié au footballeur), inclut lui aussi des images du deuxième but de Maradona et a été dans le Top 10 sur MTV ; Andrés Calamaro (avec Maradona, 1999) ; Rodrigo (es) propose en cuarteto, un genre musical du folklore argentin, le titre La mano de Dios ; Las Pastillas del Abuelo (es), avec Qué es Dios?, qui retrace la carrière de Maradona et repasse le But du siècle dans son clip ; ou encore le groupe de rock Attaque 77 avec Francotirador, entre autres,.
En 2010, Le groupe portoricain Calle 13 écrit la chanson Latinoamérica, qu'il interprète avec la Colombienne Totó la Momposina, la Péruvienne Susana Baca et la Brésilienne Maria Rita, avec la participation de l'Argentin Gustavo Santaolalla aux instruments. Cette chanson se veut un hymne à l'Amérique latine et reprend plusieurs références culturelles de tous les pays du contient ; avec « Soy Maradona contra Inglaterra anotándote dos goles » (« Je suis Maradona contre l'Angleterre, te marquant deux buts »), Calle 13 représente l'Argentine à travers ce match qui a marqué le pays mais aussi les exploits dans le domaine sportif de tout le continent,,,. La chanson a eu un très grand succès et a été nommée à dix Latin Grammy Awards en 2011, remportant l'enregistrement et la chanson de l'année.
En France, Benjamin Biolay évoque lui aussi la Main de Dieu dans son titre Borges futbol club (2016), dans lequel on peut aussi entendre des samples des commentaires de Víctor Hugo Morales lors du But du siècle,.

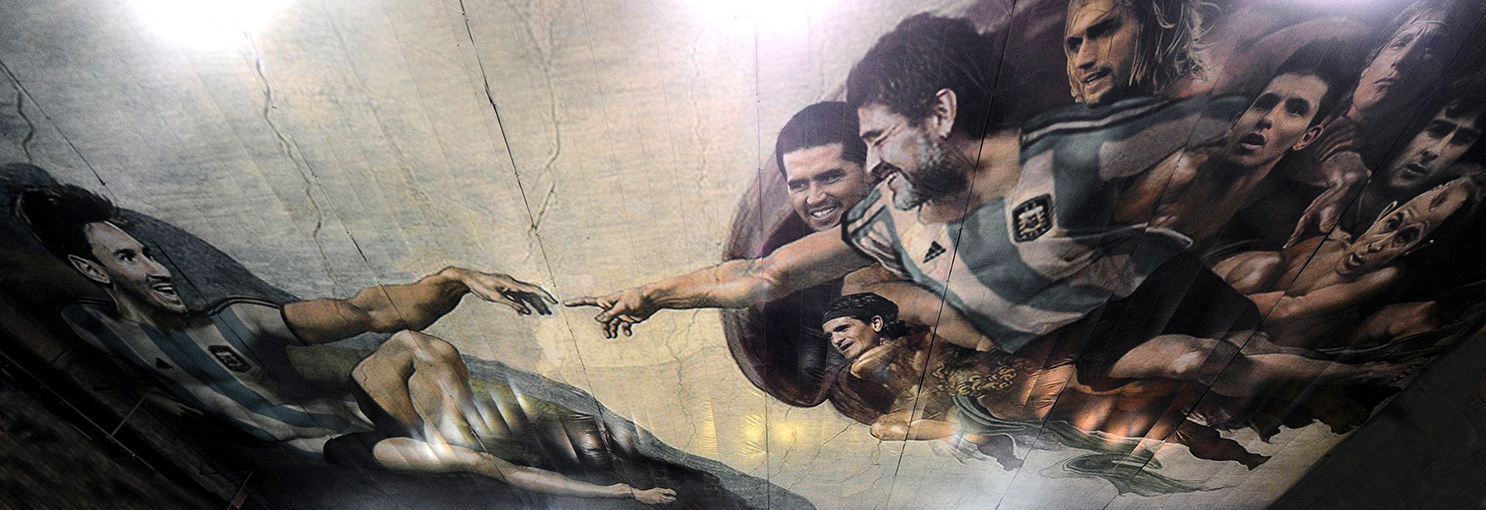
Détournement du plafond de la chapelle Sixtine de Michel-Ange.

Sur la Main de Dieu, on connaît aussi des films, des pièces de théâtre, des peintures, dont ce détournement par l'Argentin Santiago Barbetio de la chapelle Sixtine dans laquelle Dieu est représenté par Maradona.
Ayant fait un film sur lui en 2008, Emir Kusturica voit dans la main de Maradona un geste éminemment politique, un « symbole jouissif de la revanche des nations émergentes faces à l'arrogance des puissances occidentales » : « un de ces rares moments où un pays fortement endetté auprès du FMI triomphait d'un des pays dirigeants de ce monde. »
En 2016, Andrés Burgos publie un livre consacré à ce match : El partido del siglo (« Le match du siècle »). Auparavant, le journaliste Jimmy Burns avait publié en 1996 une biographie sur Maradona intitulée Hand of God (« Main de Dieu »), en justifiant ainsi le titre :

« Cette expression est géniale car elle est ironique, comme si Maradona affirmait qu'il n'était pas responsable de son geste. Mais elle suggère aussi que Maradona aurait été béni par la main de Dieu, ce qui expliquerait la splendeur de son second but. Toute la dualité du personnage est résumée dans cette expression. »

Des supporters argentins ont créé l'« Église maradonienne », un faux mouvement religieux voué au buteur argentin. Dans l'une de ses « prières », Creo (« Je crois »), un vers fait référence au match :
« Creo en el espíritu futbolero,

La santa Iglesia Maradoniana,

El gol a los ingleses,

La zurda mágica,

La eterna gambeta endiablada,

Y en un Diego eterno. »
« Je crois en l'esprit footballeur,

À la sainte Église maradonienne,

Au but mis aux Anglais,

Au gauche magique,

À l'éternel dribble endiablé,

Et en un Diego éternel. »